# Пустовіти (Обухівський район)
Пустові́ти — село в Україні, у Миронівській міській громаді Обухівського району Київської області. До 2020 року — адміністративний центр Пустовітської сільської ради, а нині Пустовіти — центр Пустовітівського старостинського округу. Населення становить 924 особи (2023 рік).

## Назва
Пустовіти в польській державі були відомі як Пустовойти (пол. Pustowójty). В метричних книгах 1797 року назву ще писали Пустовой та «селенія Пустовоитѣ». А вже через декілька років майже скрізь лише Пустовоитѣ та Пустовойты.

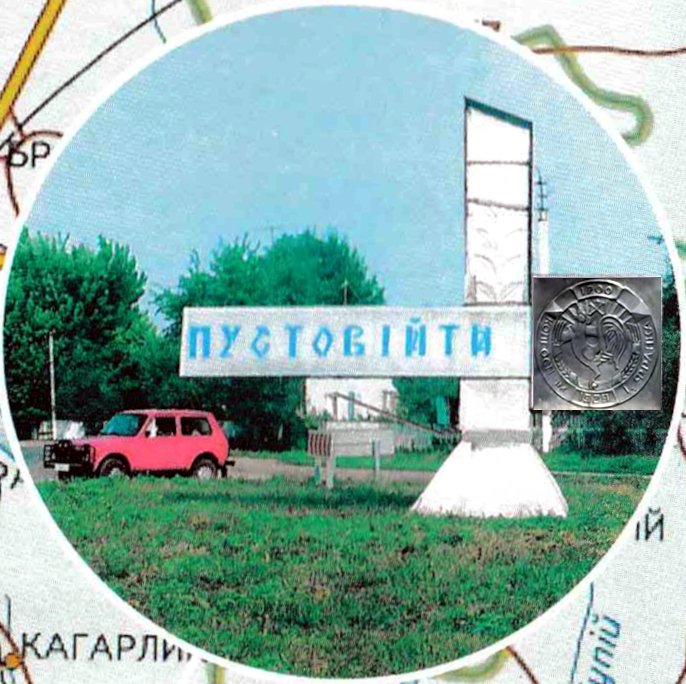
Знак на в'їзді у село (1999 рік)

Ось як писав про назву відомий краєзнавець Лаврентій Похилевич у своїй книзі «Сказання про населені пункти Київської губернії»: 
«Пустово́йты, село по обидва боки Расавки… Отримало свою назву від вихідців з різних місць, в яких вони обіймали різні громадські посади, але змушені були віддалятися, внаслідок системи, що дотримувалася при польському уряді, — звертати малоросіян у кріпацтво і знищувати міські привілеї. Багато вихідців були на колишніх місцях війтами чи суддями; а тут їх називали порожніми або заштатними війтами, а місце ними заселене — Пустовійтами…».
Набагато пізніше (у 1930-х роках) офіційні установи в селі почали користуватися назвою Пустовіти. Проте для деякої документації ще до кінця 1950-х років використовувалася печатка виконавчого комітету Пустовійтівської сільської ради.

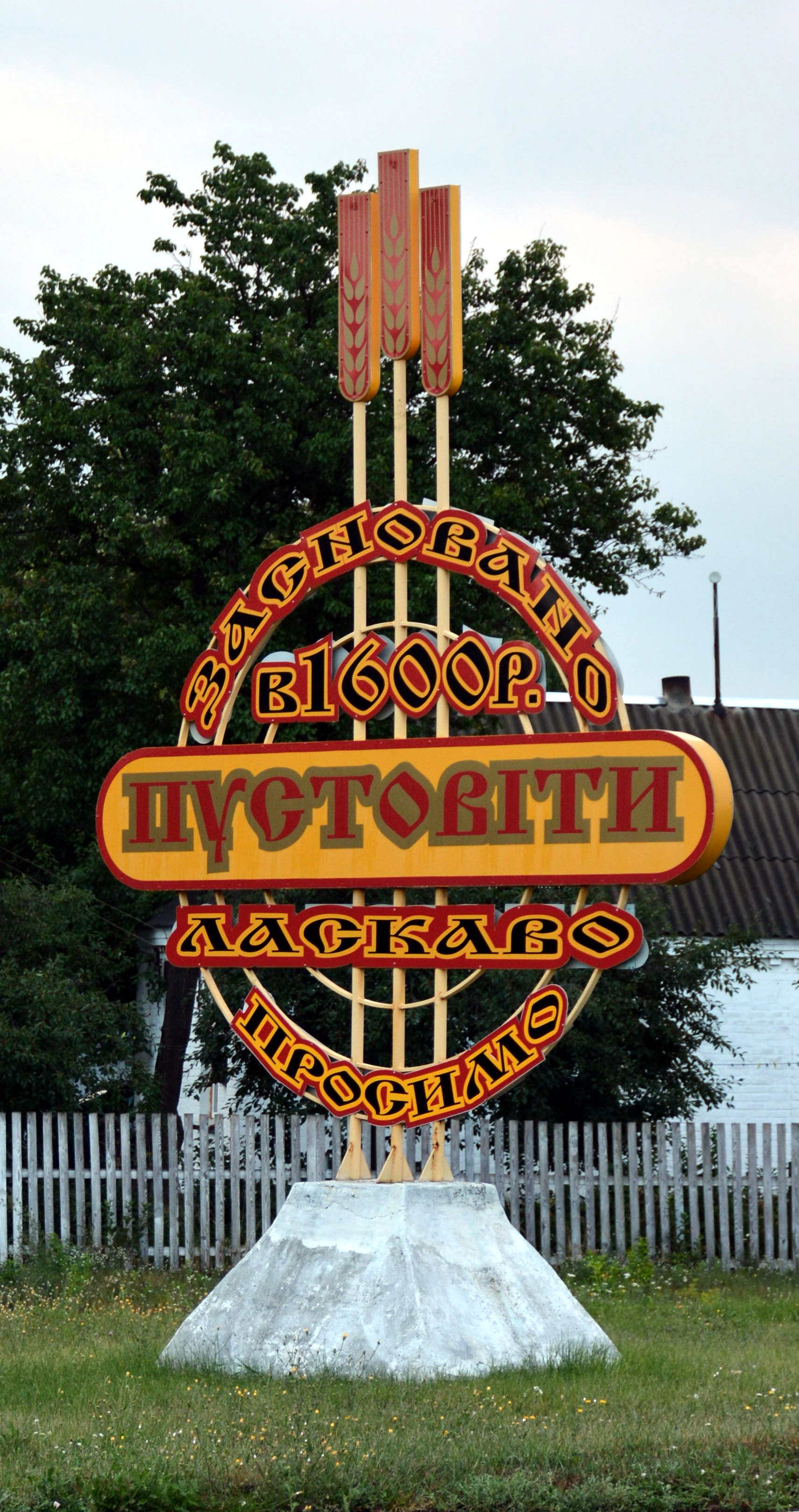
Знак на в'їзді у село

У 1990-х роках назва Пустовійти знову з'явилася на в'їзді до села та в буклеті «Село наше Пустовійти», але вже у 2010-х роках там знову Пустовіти.
Село Пустовіти є також у Кременчуцькому районі Полтавської області.

## Географія
Село розкинулося по обидва боки річки Росавки.
В селі є два ставки, один невеликий, в центрі села, а інший, набагато більший, у західній частині села.
Перший ставок з'явився ще за панських часів, коли пан вирішив збудувати греблю. Через що ще й досі дехто називає ставок Панським. Вода в річці піднялася і затопила південну частину теперішнього ставка. Частину села безпосередньо за греблею стали називати Загребеллям. Вже у 1960-х роках греблю підвищили та додали до неї шлюз. Вода ще піднялася і з того часу ставок виглядає так як зараз. Біля першого ставка є невеликий глиняний кар'єр. Він використовувався для вироблення саморобної цегли до середини 1970-х років.
Другий ставок пов'язаний з відомими сільськими пам'ятками — водяним млином, греблею та гідроелектростанцією.
В селі було два камінних кар'єри. Один, давній, розміщувався в центрі села південніше Зарічної вулиці прямо через річку. Достеменний час його занепаду невідомий, щонайменше у XIX столітті.
Другий кар'єр, набагато новіший, відкрили у 1954 році. Він став частиною будівельної організації «Міжколгоспбуд», куди входили Пустовіти на пайових правах. Кар'єр працював до початку 1980-х років, але його затопило і він перетворився у невелике озеро. Останнім завідуючим кар'єру був Заболотний Андрій Иович. На схід від Шевченківського узвозу, південніше річки Росавки, видно дорогу, яка веде до кар'єру.

### Топоніми
Добре відомі такі топоніми, як Визвіз або узвіз, Власенковий млин, поле Гембарі, Гребля, Кидонівський яр, поле Московське, Оренда, Покрасівка, Стінка, Ставок чи панський Ставок, гора Царська.
Докладніше про ГЕС, греблю Колісника та Колісниковий млин — у розділі Водяний млин.
Комунар, Молотов та Травень — назви колгоспів створених під час колективізації. Назви досі використовуються як певні частини села. Докладніше — у розділі Колективізація.
- Вовчий яр.[18] Досі відома історія, що коли сільські поля були нерозорані, то вовки з полів крали ягнят. Вважалося, що вовки жили в найдальшому на той час яру — Вовчому.
- Вуличка — зараз провулок Всеволода Меляницького. Тут частково збереглася сільська забудова XIX століття, а декілька старих будинків було продано аж на початку XXI століття.

- Дамба[19] — кам'яний міст збудований на перетині річки Росавки з Кагарлицькою залізницею. Назву пов'язують із будівництвом гідроелектростанцій по всій країні у 1930-х роках.

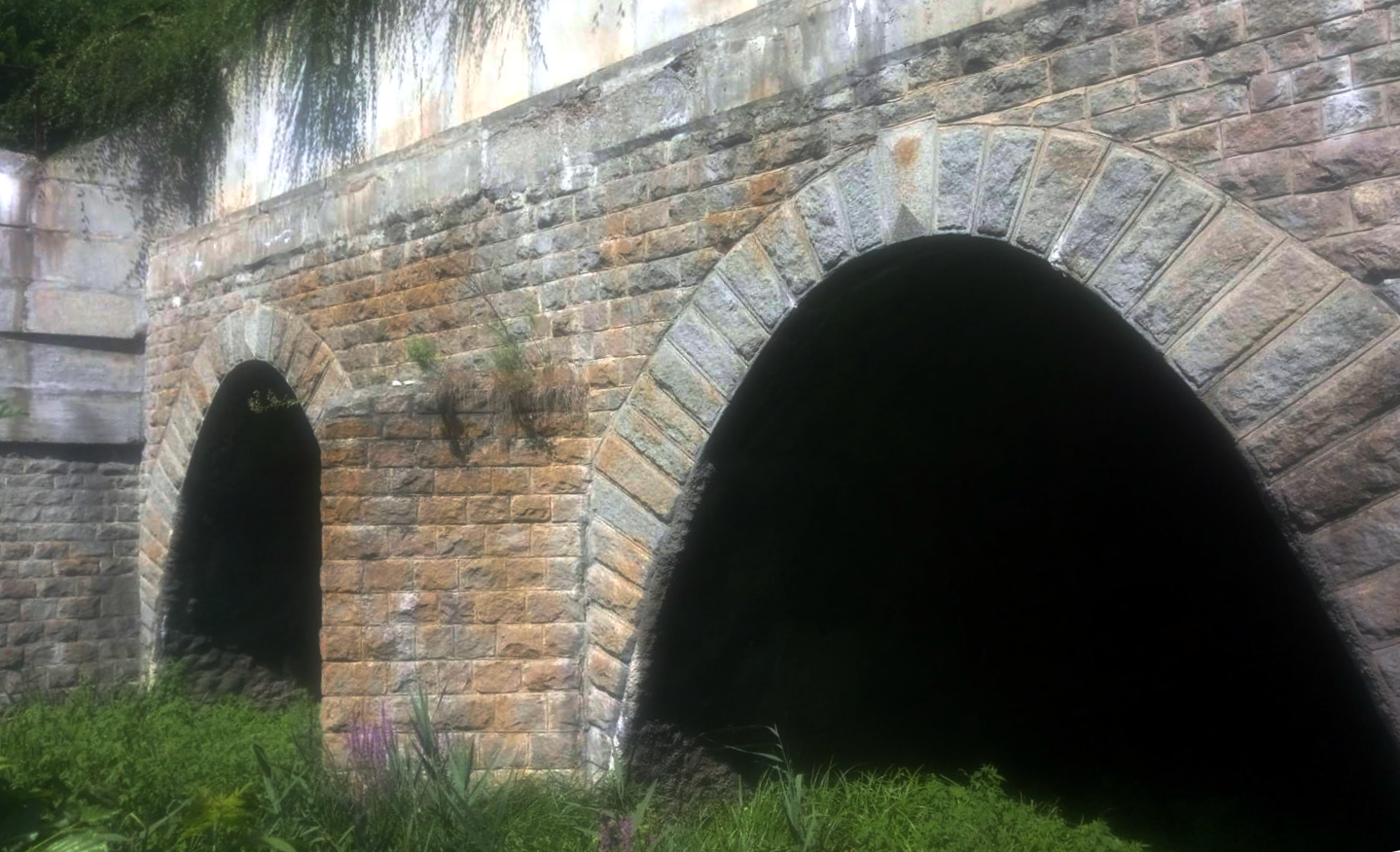
Дамба — залізничний міст через річку Росавку

- Димківський яр назва якого походить від того, що колись на цій землі був бій з татарами і багато українців врятувалося завдяки диму, який заполонив весь яр. Розташований на околиці сіл Пустовіти та Карапиші[20].

- Коворот[21] — звивиста дорога на в'їзді до села з Миронівки. У Ковороті зростало старезне дерево, яке за віком було ровесником села. Стовбур був таким товстим, що охопити його вдвох вдавалося не всім. У Ковороті досі є будинок, який купили у 1928 році за 300 рублів.

- Косий Шлях — пряма дорога яка вела безпосередньо від Коворота до Миронівки та проходила через один із Скіфських курганів на території села. Дорога йшла навпростець до тунелю під Кагарлицькою залізницею. Через тунель вона виводила до цукрового заводу і вже звідти до центру Миронівки. Зверху тунелю, через залізницю, можна було швидко дійти до залізничної станції Миронівка. Залишки дороги були переорані у 1990-х роках, але її ще й досі можна розгледіти на супутникових знімках.

- Криниця[22] існувала споконвіку. Часом місцеві люди збиралися, чистили її та чистили місце навколо, нерідко після цього її святили, іноді навіть залишали іконки. Пізніше людей в селі стало менше і залишився лише Крик Михайло Михайлович, який до самої смерті доглядав за криницею самотужки.

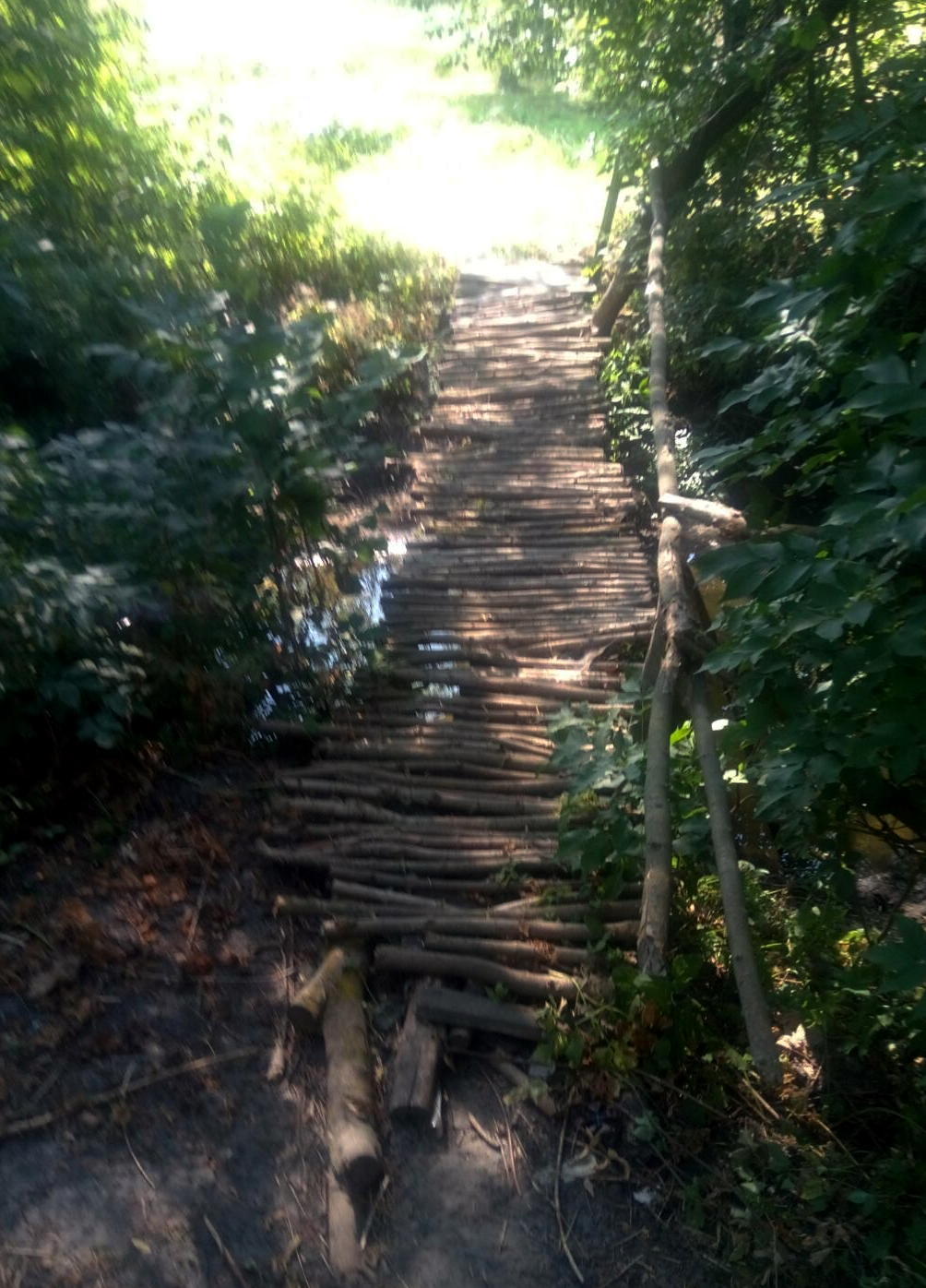
2024. Кладка поруч з криницею

 У 2020-х хтось із Загребелля накрив її, щоб вода не бруднилася, та відремонтував кладку поруч з нею.

- Кринички[23] — невелике місце біля Фастівської лінії Козятинської дирекції залізничних перевезень Південно-Західної залізниці. Там була криниця і невелика хата, яку місцеві називали будкою, де мешкали залізничники, які сторожували переїзд через залізницю. Останнім переїзний сторожем був Комаров Михайло Якович, що мешкав там з сім'єю. З іншого боку залізниці було невелике болото.

- Крутий яр має довжину 300—500 метрів та починається неподалік електростанції, у тому місці річка Росавка дуже звивиста[24].

- Магдаленин яр назва якого походить від імені жінки Магдалена або по народному Мотря, яка колись мешкала на цій землі. Розташований на околиці села у напрямку села Росави[20].

- Маєток[25] перший цегляний будинок у селі.

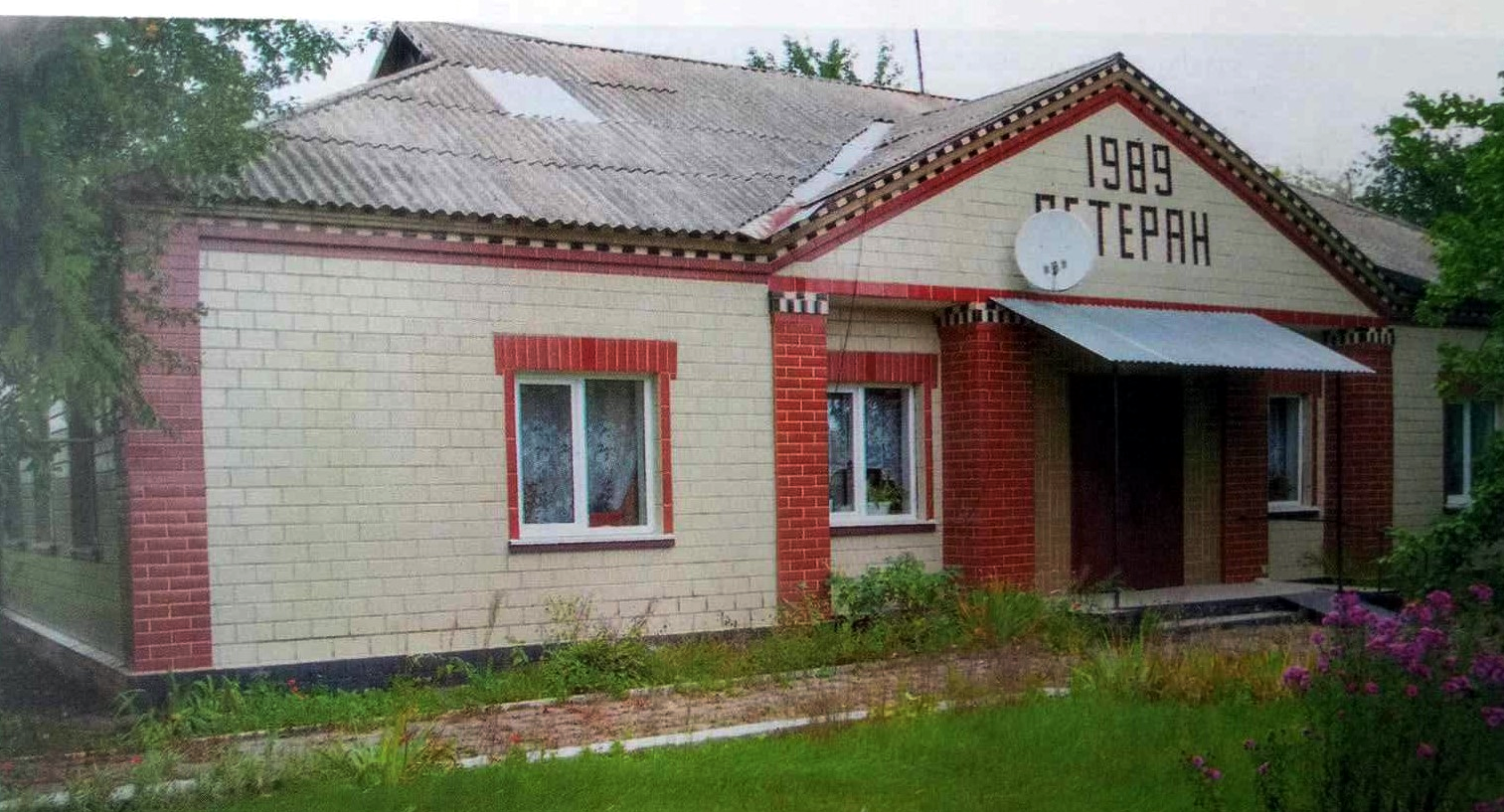
Маєток — будинок престарілих

- Мотрин яр, назва походить від імені баби Мотрі, яка мешкала колись на цій землі, випасала худобу і сварилася щоб більше ніхто не випасав поряд. Розташований на околиці села у напрямку села Росави.[20]

- Хвастиний яр.[26] Колись на кутку Колоша (нинішня вулиця Тараса Шевченка) проживали три брати, які дуже полюбляли хвалитися і на них казали Хвастюки. Вони часто боролися у цьому яру, який почали називати Хвастиний яр.[20]

### Вулиці та кутки
Частини села — кутки — мали певні назви, які виникли давно, а багато з них і досі використовуються.
Відомі такі кутки: Восьмий район, Дев'ятий район, Бляшана, Терешківка, Гуківка, Демидівка, Кирилівка, Колоша, Лука, Натягалівка, Новосілка, Прищівка, П'ятихатки, Сокурівка, Цизорівка.
- Дев'ятий куток. Єдина згадка про Дев'ятий куток — це неформальна назва цвинтаря. «Іди на дев'ятий куток» досі відомий вислів.
- Новосілка — декілька будинків неподалік від другої тракторної бригади[28]. Там народився 40-ий та останній голова колгоспу імені Івана Франка Ігнатенко Василь Євгенович.

Назви вже існуючих вулиць та номери будинків з'явилися у Пустовітах лише наприкінці 1960-х років. Нові вулиці продовжували з'являтися і пізніше, а у 2015 році відбулося значне перейменування вулиць.
- Вулиця Вишнева (колишня вулиця Жовтнева) — куток Гуківка.

- Вулиця Юрія Гагаріна.

- Вулиця Василя Галіченка.

- Вулиця Зарічна (колишня вулиця Максима Горького) — куток Загребелля, частина села недалеко від греблі за річкою.

- Вулиця Київська — куток Демидівка.

- Вулиця Кооперативна. 
 Спочатку вулиця закінчувалася недалеко від греблі з іншого боку річки. Далі було дуже велике урвище, близько 25 метрів глибиною, обходити яке було дуже незручно. Наприкінці 1960-х років туди впало дві корови і тодішній голова колгоспу Білека Петро Іванович вирішив його засипати. Лише тоді з'явилася пряма дорога з центру села на поле за річкою.

- Вулиця Молодіжна.

- Вулиця Набережна — куток Лука.

- Вулиця Незалежності — куток Бляшана. 
 На Бляшаній з'явилися перші будинки з металевим (бляшаним) дахом. Сонячні відблиски від даху можна було бачити в різних частинах села.

- Вулиця Нова.

- Вулиця Першотравнева — куток Цизорівка.

- Вулиця Польова[29] — куток Сокурівка. 
 Тут колись мешкав заможний селянин Савіцький, який займався переробкою зерна на крупи. Садиба з трьох будинків, сад з алеями, екзотичними деревами та птахами. Репресований наприкінці 1920-х років.[30]

- Вулиця Садова. 
 Поміж цвинтаром та вулицею Садовою рініше був садок від околиці села аж до колишньої тракторної бригади.[31]

- Вулиця Терешківка (колишня вулиця Комсомольська). 
 Куток Терешківка починався від вулиці Терешківський узвіз та прямував у кінець села.

- Вулиця Терешківський узвіз (колишня вулиця Комсомольський спуск). 
Куток Кирилівка в кінці Терешківського узвозу направо.

- Вулиця Івана Франка (колишня вулиця Леніна) — куток Прищівка. 
 Куток починався від Коворота й прямував до перетину з вулицею Кооперативною. Для більшості населення це був просто Центр.

- Вулиця Богдана Хмельницького (колишня вулиця Радянська).
 Куток Натягалівка — від Мирного провулка до провулка Кузьми Дриги, далі — куток Восьмий район.

- Вулиця Тараса Шевченка — куток Колоша.

- Вулиця Шевченківський узвіз.[32] 
 Невеличкий шматок вулиці (від вулиці Шевченка до дороги на Миронівку) збудували на межі 20-го та 21-го століть. До того доводилось ходити по вулиці Першотравневі й до Коворота і вже потім на дорогу.

- Вулиця Шкільна вела від західної частини села до першої сільської школи на березі річки. 
 Куток Драмбур[33] або ж Драний куток пов'язують з трагедією голодомору[27].

- Провулок Кузьми Дриги (колишній Колгоспний провулок).

- Провулок Свободи (колишній Жовтневий провулок).

- Провулок Всеволода Меляницького (колишній провулок Ленінський). 
 У 1970-х роках багато людей досі назвали цей провулок — Вуличкою.  Дорога вела від Коворота до першої церкви, яка стояла внизу на березі річки. Меляницькі правили у місцевій церкві, а Василь Сидорович Меляницький (нар. 1823) заснував церковнопарафіяльну школу у селі. Всеволод Меляницький отримав хату у спадок та вчителював там разом з дружиною починаючи з 1919 року.

- Провулок Мирний. 
 Невелике відгалуження на початку провулку колись мало п'ять будинків та назву П'ятихатки.[34]

## Населення
| Рік  | Кількість дворів | Населення | Чоловіки(ч) | Жінки(ж) | Національність | Джерела                                                      |
| ---- | ---------------- | --------- | ----------- | -------- | -------------- | ------------------------------------------------------------ |
| 1740 | 20               |           |             |          |                | Залевська К. Л.                                              |
| 1765 | 75               |           |             |          |                | Люстрація 1765 року                                          |
| 1790 | 85               | 888       |             |          |                | Залевська К. Л.                                              |
| 1805 | 125              |           | 503 ч       |          |                | Клірова відомість 1805 року                                  |
| 1816 | 125              | 1158      | 597 ч       | 561 ж    |                | Ревізька казка 1816 року                                     |
| 1838 |                  |           | 742 ч       |          |                | Залевська К. Л.                                              |
| 1852 | 198              | 1659      | 799 ч       | 860 ж    | Євреї — 29     | Клірова відомість 1852 року                                  |
| 1897 |                  | 2634      | 1277 ч      | 1357 ж   |                | Перепис 1897 року                                            |
| 2001 |                  | 1177      |             |          |                | Український центр суспільних даних.                          |
| 2010 |                  | 1150      |             |          |                | Залевська К. Л.                                              |
| 2015 |                  | 990       |             |          |                | Рішення 8-ї сесії Миронівської районної ради 7-го скликання. |
| 2023 |                  | 924       |             |          |                | Миронівська міська ТГ.                                       |

Перша вірменська родина з'явилася у Пустовітах наприкінці 1988 року після початку конфлікту між Азербайджаном і Вірменією через Нагірний Карабах. 
Наприкінці 20 століття в селі вже було 16 сімей з Вірменії, а також п'ять з РФ і три із Західної України.
Мова
Розподіл населення за рідною мовою за даними перепису 2001 року був наступним:
| українська | 1113 | 94,56 |
| російська  | 55   | 4,67  |
| вірменська | 6    | 0,51  |
| інші       | 3    | 0,26  |

## Герб
На червоному срібне берло вилучене.
Червоний колір — від святого покровителя — «вісника небесного вогню» Івана Богослова. Саме йому та його брату Господь дав ім'я «синів грому», вказуючи на полум'яний, жертовний характер християнської любові, проповідником якої був апостол.
Появу пустих війтів спричинила відмова польської корони утримувати за рахунок казни місцеве самоврядування. Срібне берло (жезл) — традиційний середньовічний символ влади війта. Вилучене берло — «пустий війт». Берло у геральдиці — вкорочена коса смуга, завширшки близько 1/12 ширини щита. Вилучена фігура — лише її контур.
Рослинний орнамент — звичайна середньовічна прикраса, що навіяна карбуванням зброї. Нічого не значить, але у цьому випадку перегукується з тлумаченням назви села як «гілки, що не вродили».

## Історія

### Перша писемна згадка
Більша частина теперішньої Київської області належала до Київської землі. Будучи давнім ядром Русі, вона, на відміну від більшості земель, так і не перетворилася на спадкову вотчину якогось одного князівського роду й не виділилася в окреме незалежне князівство.
На південному кордоні князівства, відомому як Поросся, вже у X столітті з'являється Пороська оборонна лінія — від Білої Церкви до Корсуня.
Неподалік від Богуслава городища були у поселеннях Бушеве, Саварці, Половецькому, Пишках, Ємчисі та Маслівці.
Після монгольської навали 1237—1241 років київська земля ввійшла, після битви на Синіх Водах, до складу великого князівства Литовського. Там вона існувала як удільне Київське князівство до 1471 р. і в цьому ж році на його території було утворене Київське воєводство. Після ліквідації князівства назва «Київська земля» перестала згадуватися в літописах та історичних документах.
За умовами Люблінської унії 1569 року, Київське воєводство (без Мозирського повіту) увійшло до складу Речі Посполитої.
У 1591 році король Речі Посполитої Сигізмунд III віддав місто Богуслав у володіння волинському воєводі князю Янушу Острозькому і дозволив його заселяти. В 1620 році Богусла отримав Магдебурзьке право і став центром староства.
За даними архівів Богуславського староства польського князя Любомирського, до якого Пустовійти належали у XVIII столітті, відомо, що село існувало вже наприкінці XVI століття. Як рік заснування найчастіше згадується 1592 рік, хоча 1590 теж згадується.[джерело?]
Вже у XXI столітті на в'їзді до села, на новому знаку, з'явився напис «засновано в 1600 р.»

### До XX століття
Пустовіти були першим селом заснованим у часи масового заселення Поросся. Інші села неподалік починають з'являтися приблизно через 60 років та пізніше. За люстраціями 1545—1552, сільських поселень в Канівському повіті було 26. Близько 1625 року міських і сільських поселень в Канівському та Корсунькому повітах було 96. Засноване в часи початку Козацьких війн село перебувало неподалік від місць де відбувалося багатьох важливих подій, а мешканці села часто безпосередньо спостерігали за ними та були активними учасниками у них.
Існують відомості, що з Канева до Білої Церкви через Маслів Брід, урочища Росави, Пустовійти, Карапиші, Ольшану, Рокитне проходили загони Григорія Лободи. Мешканці Пустовійтів підтримували козацьке повстання під проводом Северина Наливайка та Григорія Лободи супроти шляхти у 1594—1596 роках.

У 1638 році у листі до короля Владислава IV згадується про Росаву: 
«… збігши ся на раду на Расаві, ми зганили се Томиленкови і скинувши його з старшинства, настановили старшим славної пам'яти небіжчика Саву Кононовича».
На цих скелястих берегах міг напувати свого коня Богдан Хмельницький, коли під час визвольної боротьби у 1648—1657 роках проти польської шляхти не раз проходив тут великим караванним шляхом з Корсуня чи Маслового Броду до Білої Церкви і повертався. У 1661 році під Росавою розташовувався табір козацьких військ під командуванням Юрія Хмельницького, сина Богдана. 18 жовтня 1661 року Хмельницький звідси відправив нове посольство до польського короля Яна II Казимира на чолі з Федором Коробкою та Євстафієм Фецкевичем (Тецькевичем). Тут він чекав на поляків і татар, щоб разом піти за Дніпро проти російського царя і тих малоросів (тобто українців), які стали на бік Москви.
В цей час село належало до Богуславського староства де старостою (з 1658 року) був Станіслав Беневський.
За Вічним миром 1686 року лівобережжя Київщини, а також територія між Дніпром та його притоками Ірпенем і Стугною з містами Васильків і Трипілля та сотенне містечко канівського полку Стайки відійшли до Російської держави й були включені до складу Київського полку (решта території Правобережної Київщини залишилася під владою Речі Посполитої до 1793 року). 
Дніпро виявився кордоном поміж Московським царством та польською державою. Митниці з'явилися в Стайках та Митниці. Важливими торговими центрами були Фастів, Ржищів, Біла Церква та Богуслав, а вже у 18 столітті їх часто відвідували російські купці.

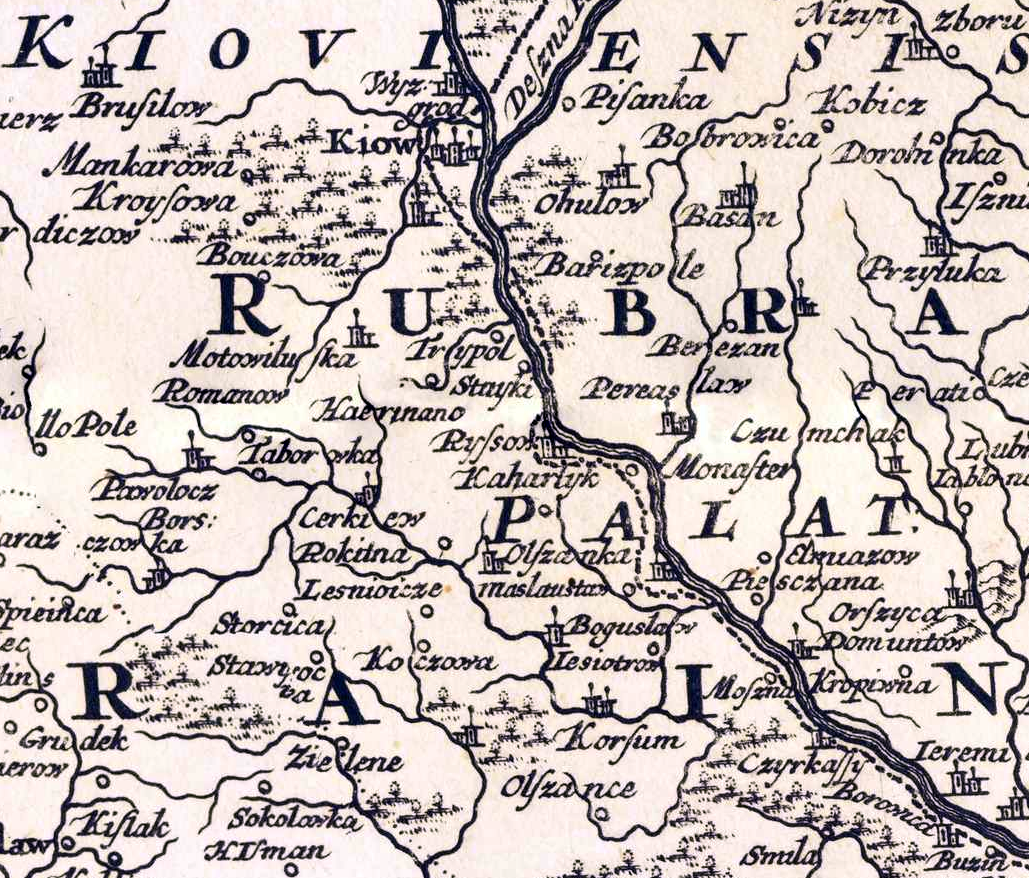
Середня Наддніпрянщина від Києва до Черкас на мапі 1720 року

На мапі 1720 року Йоганна-Баптиста Гоманна «Україна або козацька земля з прилеглими провінціями Валахії, Молдавії і Малої Татарії», поміж Богуславом (лат. Boguslaw) та Кагарликом (лат. Kaharlyk) позначено всього декілька населених пунктів недалеко від теперішніх Пустовітів — Маслівка (лат. Maslaustaw), Ольшаниця (лат. Olszana), Рокитне (лат. Rokitno) та місто Канів (лат. Kaniow).
У 50—60-х роках XVIII століття Київщина була охоплена гайдамацьким рухом. На додаток селяни виступали проти важких умов праці та нещадних панських витребеньок.
 Cтаростами Богуславського староства, у другій половині XVIII століття, були князь Теодор Ієронім Любомирський та Франциск Жевуський.

У 1770-х роках постановою сойму Білоцерківське, Богуславське, Канівське та Хмельницьке староства було передано у спадкову власність короля польського Станіслава Августа Понятовського. Король передав Білоцерківське староство на таких самих умовах великому коронному гетьманові Ксаверію Браницькому. 
«… обративъ вниманіе на заслуги Великаго Короннаго Гетмана Франца Ксаверін Браницкаго съ молодыхъ лѣть въ разныхъ случаяхъ намъ в Республикѣ оказанныня съ опасностью жизни и потерею всего почти имѣнія своего … ему и наслѣдникамъ его староство или имѣніе Бѣлоцерковъ съ его принадлежностями въ кіевскомъ воеводствѣ … сь другими трема староствами (Богуславское, Каневское и Хмельницкое) … со всѣмъ того имѣнія правомъ, владѣльчествомъ, собственностью, принадлежностью и правомъ наслѣдства, прибыльми … повелѣваемъ: вышеозначенное имѣніе В. К. Г. Ф. К. Браницкому въ законное владѣніе урядово отдать и настоящую Жалованную Грамоту нашу во всемъ привесть въ исполненіе».
```
Цей королівський подарунок прив'язують до ролі Браницького у 
Коліївщині
, коли він керував військами Речі Посполитої, що діяли проти повстанців та у 
Коденській розправі
, де його назначили королівським суддею. 
 На додачу існують ще дві історії пов'язані з боргами. 
 Майбутній король Польщі Stanisław II August (нар. 
Станіслав Антоній Понятовський
) був у великих грошових боргах перед своїм другом. 
 Окрім цього добре відома історія пов'язана з дипломатичною місією Понятковського до Петербурга в 1758 році. Коли Станіслав усамітнився з Катериною II у спочивальні, несподівана поява її чоловіка (майбутнього імператора Петра III) змусила Ксаверія просто не пустити його в кімнату.
[
51
]
 
 25 листопада 1764 року Станіслава Понятовського коронували і майже одразу він почав віддавати борги державними посадами та землею. 7 грудня 1764 р. Ксаверій Браницький отримав звання генерал-поручика коронного війська; 28 грудня
 
— 
Перемиське староство
; на коронаційному сеймі
 
— звання генерала артилерії Великого князівства Литовського. Придворна кар’єра Браницького також йшла чудово: 21 грудня 1764 р. він став коронним підстолієм, у 1766 р.
 
— коронним ловчим.
[
52
]
```

18 серпня 1777 року король дарує Богуславське староство своєму племіннику Станіславу Понятовському. «Жалувана грамота кн. Станіславу Понятовському на староство Богуславське» дає детальний опис подаровано староства, а саме:
«… мѣстечка Богуславъ и Медвинъ съ принадлежностями ихъ и селенія Красногородку, Баранье Поле, Дмитренки, Кидановку, Біѣвецъ, Дешки, Хахутву, Яцюки, Исайки, Роскопанцы, Дыбынцы, Бородане, Чайки, Мисайловку, Люторы, Карапиши, Пустовойты, Липовець, Зеліонки, Россаву, Мироновку, Туники, Баше, Шупики, Карандынцы, Вахутынцы, Гуле, Мылистаны, Яхны, Семигоры, Ольховецъ, Яновку, Москаленки, Тептівку, Гуту, Митаевку и прочія къ тому же Богуславу относящіясь…».
12 листопада 1781 року відбулося весілля Ксаверія Браницького з Олександрою Василівною Енгельгардт, племінницею князя Григорія Потьомкіна. Нова графиня була оголошена статс-дамою. Браницька стала піонеркою російської справи в межах Польської Русі, підготовляючи її приєднання до Росії в кінці царювання Катерини.
 Цікаво помітити, що коли графиня Браницька переїхала до чоловіка за кордон — у Білій Церкві не було жодного православного храму, найближчий був в селі Мазепинці, куди їй доводилося їздити на службу.

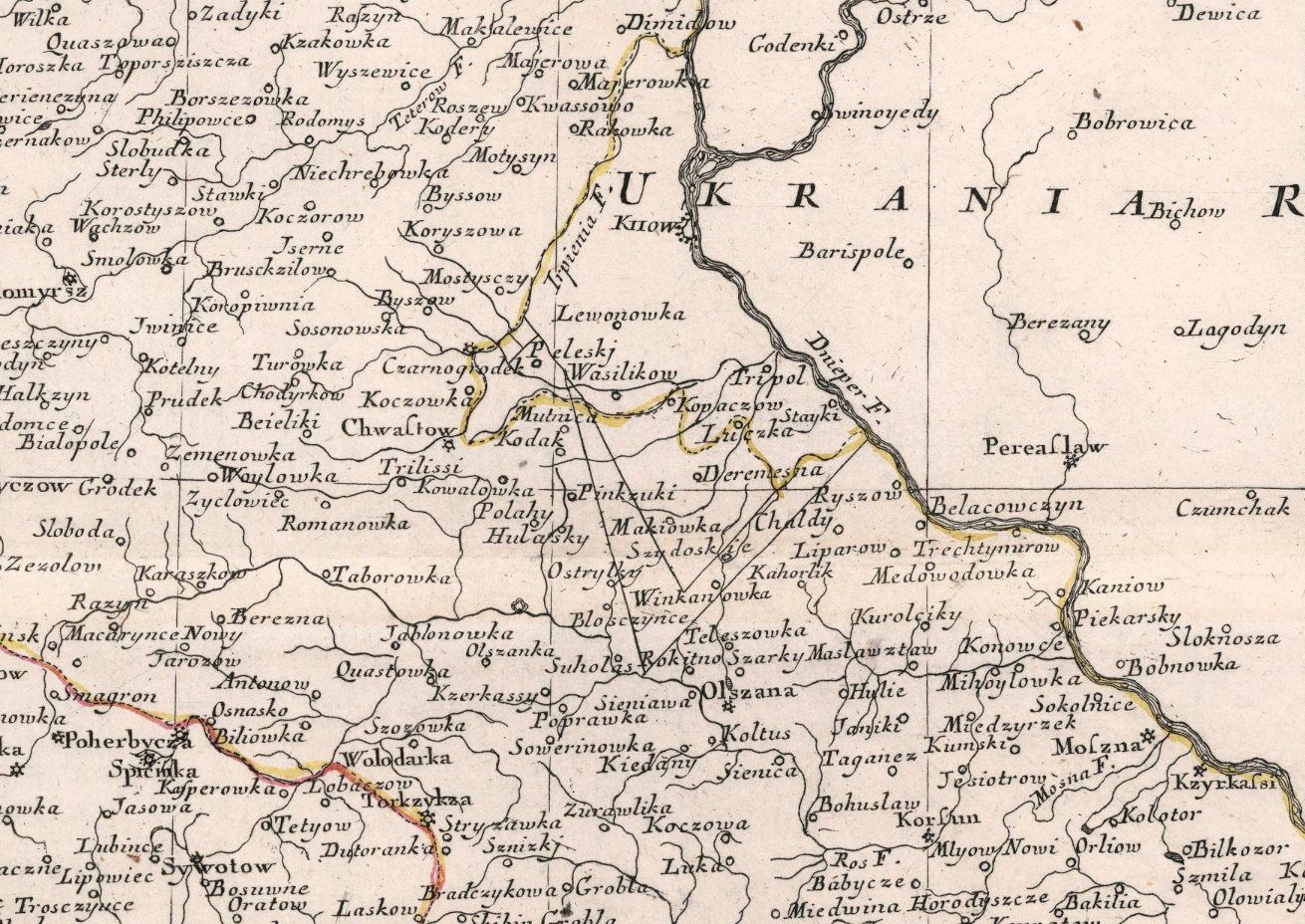
Фрагмент мапи Брацлавського та Київського воєводств 1781 року

На мапі 1781 року «Брацлавське та Київське воєводства», взятої з польського атласу Джованні Антоніо Ріцці Дзанноні, позначені села Гулі (італ. Hulie), Іванівка (італ. Janiki), Синиця (італ. Sienica) та Таганча (італ. Taganez).
```
У той час стає зрозуміло, що графиня Браницька вийшла заміж за людину марнотратну, удвічі старішу за неї, а вона кілька разів рятувала його від банкрутства і своєю ощадливістю подвоїла його величезний маєток. 
 З усіх родичів Потьомкіна, Браницька зуміла витягти з нього найбільш користі для себе і свого сімейства. Головним засобом збагачення з'явилися підряди на армію.
 1792 року Потьомкін помирає і відразу по смерті князя його секретар відхилив її домагання про сплату зайвих сум за постачання для армії і посварився з нею з цього приводу. 
 Спадщина Потьомкіна була величезна: одних дорогоцінних каменів було на суму більше мільйона рублів; рухомого та нерухомого майна було на 7 мільйонів, а боргів на ньому 2 мільйони. Казна купила від нащадків будинки, заводи, дорогоцінні речі на суму в 2.600.000 рублів, а  графині Браницька та 
Скавронська
, в числі інших осіб, отримали 8.400 душ.
[
57
]
```

За умовами другого поділу Польщі, Київське воєводство включено до складу утвореного у 1781 році Київського намісництва, а у 1797 році перетворено знову на Київську губернію, до якої увійшла також частина повітів ліквідованих Брацлавського, Волинського та Вознесенського намісництв.
Після третього поділу Речі Посполитої 1795 року і зречення та смерті Понятовського у 1798 році, Річ Посполита зникає з політичної мапи, як окрема держава. 
 Колишнє Богуславське староство опиняється у складі Російської імперії як Богуславський округ. В серпні 1797 року Богуславський округ стає повітом, (Канівським повітом в 1837 році). 
У 1799 році Понятовський продав своє володіння — Богуславське староство — Францішеку Ксаверію Браницькому за чотири мільйони злотих.
Відповідно до Степанишиної (1930), Межова книга 1803 року перелічує 189 сіл і містечок, що належали Ксаверію Браницькому та його дружині (села Богуславського староства ні за ким не записані). Ці села так розподілялися по повітах:
1. Васильківський повіт, (з 1919 Білоцерківський) — 103 села у Ксаверія Петровича Браницького; 9 — у його дружини.
2. Таращанський повіт — 32 села.
3. Звенигородський повіт — 36 сіл.
4. Черкаський повіт — 9 сіл у його дружини.

#### XIX століття
Зрештою Правобережна Україна повністю ввійшла в межі Російської імперії. 
 Процеси які імперія проводила на Лівобережжі вона проводила й на правому березі Дніпра. У Пустовітах, наприклад, з'являються дворяни, однодворці та відставні солдати. Однак церкви та школи змушені були коригувати свої дії оскільки велика кількість польської шляхти продовжувала жити та володіти величезною кількістю землі та людей.
1819 року граф Францішек-Ксаверій Браницький помер, а графиня Олександра Василівна стала його довічним спадкоємцем і почала господарювати у великій маєтності.
У цей час латифундія Браницького на Канівщині мала два ключі — великий богуславський (39 сіл) і дуже малий — карапишанський (декілька сіл). 
 Ключі ділились на фільварки. В богуславському ключі було 10 фільварків, а у владиславському 11. Лише 18% всіх сіл були  самостійні фільварки, решта об’єднувалась по 2, 3 і 4 села. Складними фільварками були Медвин в богуславському ключі і Зеленки у владиславському ключі де кожне складалось з двох чималих частин. 
 Богуславський і владиславський ключі мали опріч окремої ключової адміністрації ще спільного управителя і в офіційних паперах цей великий комбінат звався „богуславським маєтком“.

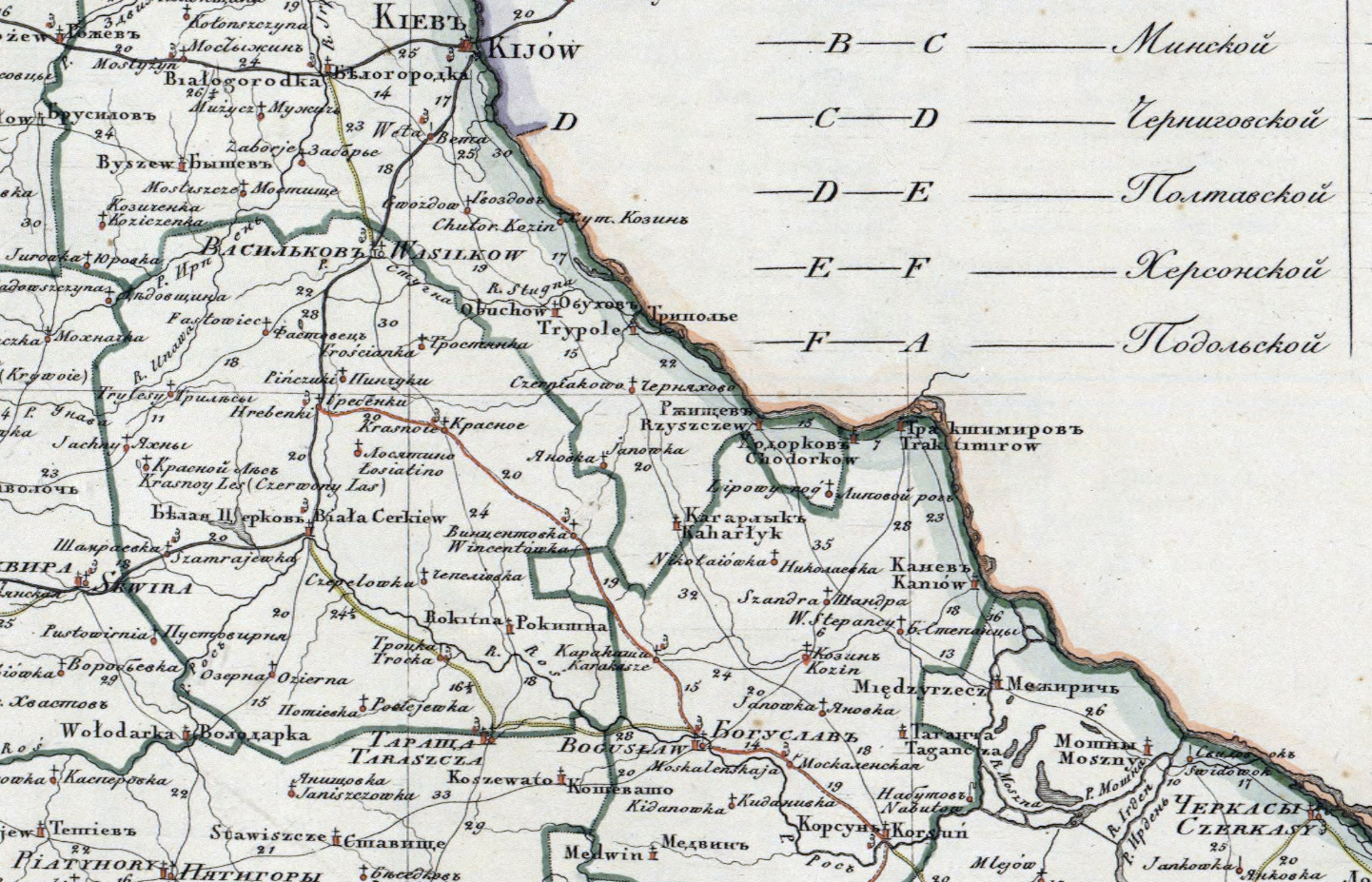
Від Києва до Черкас. Карта Київської губернії (мапа 1821 року)

На мапі 1821 року поміж Богуславом та Кагарликом недалеко від теперішніх Пустовітів вже видно Карапиші (рос. дореф. Каракиши, пол. Karakasze).
Польське повстання 1831 року відбулося всього через декілька років після заворушень декабристів у Києві. Важливішим наслідком цього повстання стало відібрання Уманського староства від графів Потоцьких, які були сусідами Браницьких в Білій Церкві та були пов'язані з ними шлюбами.
Після смерті графині Олександри Браницької у 1838 році власником маєтку стає її син Владислав Браницький}.
Карапиші в 1845 році втратило своє значіння й увійшло у владиславський ключ. З інвентаря 1845 року і статистичного опису 1852 року видно, що ці два ключі мали по 22 села в кожному.
Клірові відомості 1852 року говорять, що в Пустовійтах серед мешканців були: церковники — 17, дворяни — 24, військові — 26, однодворці — 6, а також католики — 19 та євреї — 29.
В 1855 році на Київщині відбувалися "Козацькі заворушення". Миронівка, Расава, Юхни та Карапиші називалися як села де відбувалися певні поді.
 Набагато сильнішим було повстання 1863 року. В цьому повстанні брав участь шляхтич Болеслав Новинський, який жив у Пустовітах. Він сидів в Київській фортеці, а пізніше його засудили до каторжних робіт у Сибіру.
У 1860—1870-х роках часто спалахували «бурякові бунти» через низьку оплату важкої жіночої праці на бурякових плантаціях, ініціатором яких зазвичай були селяни з Зеленьок та Пустовійтів.
1875 року у Пустовійтах в окремому будинку відкрито училище, при ньому було півтори десятини землі для саду, а також город. Тут навчалося 60 учнів, народним учителем був Т. С. Ткаченко. 1876 року тут відкривається церковно-парафіяльна школа. Викладав один учитель, вивчали Закон Божий, читали, писали. На межі XIX—XX століть у Пустовійтах мешкало 2630 осіб, а селу належало 4078 десятин землі.
Землі навколо села степові з рясним чорноземом, що твердіє за найменшої посухи. Через це врожаї зернових часто були невисокі. Кожна селянська родина крім зернових вирощувала коноплі та льон. Багато було таких, що тримали овець, стригли шерсть. Узимку селяни займалися ткацтвом.
В 1895 році, через 100 років після зникнення Польщі, польська газета «Варшавський кур’єр» висловлювала співчуття родичам Marja z Sikorskich Jordan, яка померла в Пустовітах.
Згідно перепису 1897 року в селі було 2634 особи, але семеро з них в селі постійно не жили. Перепис вказує, що серед них було 72 особи неселянського класу.
На самому кінці століття у селі були: православна церква, каплиця, однокласна народна школа, два водяні та шість вітряних млинів і кузня.

### XX століття
У 1902 році Кузьма Дрига будує вітряк. Зовсім поруч, на території майбутньої колгоспної комори, розташовувався стовповий вітряк, який також належав йому. Стовповий вітряк розібрали у 1950-х роках, а матеріали використали у будівництві сільської електростанції. На додачу до цих вітряків Кузьма також збудував два млини, спільно з власниками землі, на Колоші та Гуківці.
Кузьма був власником п'ятьох будинків, доля яких безпосередньо пов'язана з історією села. Поруч з вітряком було три будинки. Один з них використовувався як заїжджий двір. Вже по війни у цьому будинку містився дитячий садочок, готель, будинок для приїжджих в колгосп та був звичайним житловим будинком. В іншому був клуб, хата-читальня та місце для зборів. Ще пізніше там оселився голова колгоспу Білека П. І. і відтоді цей будинок відомий як хата Білеки. Третього будинку давно немає. Четвертий будинок був прямо через дорогу неподалік від теперішнього вигону. Його теж давно немає. Не дуже далеко, за старою школою, був п'ятий будинок Дриги. В ньому містився фельдшерсько-акушерський пункт та мешкала місцева вчителька Череп Валентина Кузьмівна.
Ще відомо про два будинки, що належали людині на прізвисько Гайдар. Один з них був першим цегляним будинком у селі. Він був таким великим, що його називали маєтком. Після приходу радянської влади в ньому містилася сільська рада. Назва збереглася і пізніше, коли в будинку розмістили правління колгоспу імені Івана Франка. Пізніше там був будинок для самотніх та знедолених «Ветеран». Гайдар також був власником магазину, що розташовувався у центрі села та працював протягом XX століття. На початку XXI століття будівля магазину розібрана.
21 квітня 1906 року місцевий крамар Семен Таран був делегований від виборчого округу Канівського повіту, до якого на той період належали Пустовійти, до Державної Думи Російської імперії.
Під час жовтневого перевороту 1917 року та часи Громадянської війни Медвинська, Ісайківська та Пустовійтівська волості особливо відзначилися своєю активністю у Канівському повіті. Перші ревкоми у колишньому Миронівському районі організовані у Козинській та Пустовійтівській волостях. Пустовійтівський ревком очолив більшовик Михайло Пирник. Пізніше він керував волосним партійним комітетом.
1919 року в селі діяла церковно-парафіяльна школа, що містилася в будинку колишнього сільського священика. В цій хаті мешкали сільські вчителі — Всеволод Меляницький з дружиною.

#### Радянська влада
У 1920 році село на нетривалий час захопили поляки, разом із якими до Пустовійтів повернувся місцевий орендар пан Горден, але вже невдовзі радянська влада остаточно утвердилася у селі.
На початку 1920-х років комбіди почали розподіл землі. З числа незаможних селян почали утворюватися ТСОЗи та невеликі артілі, що були майже на кожній вулиці. «Імені Т. Шевченка» був на Колоші, голова — Семен Залізний, «Зірка» була на Восьмому, голова — Павло Чалий, члени — Яків Олефіренко, Давид Лобас, Тарас та Юхим Ткаченки, а найбільше товариство назвали «Пустовійти».
Відносний спокій на селі, властивий періодові НЕПу, тепер повністю зник. «Обмеження» куркуля економічними засобами працювало так. Неоподаткований мінімум у 1923 році складав 120 тисяч карбованців. При збільшенні прибутку в три рази, відповідно й сума податку збільшувалася: 1924—1925 роки — у 14,5 разів; 1925—1926 роки — у 22,5 разів; у 1926—1927 роках — у 70 разів.
Одним з таких куркулів у Пустовітах був Черченко Данило. 1927 року йому визначили податок який він не оплатив. Вже у 1929—1930 роках його господарство розпродане. Протягом 1929 року 33 тис. господарств України розкуркулили, а у 1930 році розкуркулили й Данила.

#### Колективізація

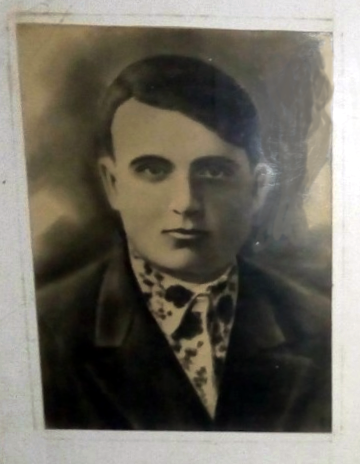
Ткаченко Яким Михайлович

У 1929—1930 роках почалася колективізація. На базі ТСОЗів та артілей було утворено три колгоспи: імені Молотова, імені Першого Травня, та «Комунар», які проіснували до об'єднання в один колгосп у 1950 році. До колгоспу «Комунар» входило 5 бригад та вісім ланок. Бригадиром колгоспу «Комунар» у 1938 році був Посовень Яків Петрович. Онучак Никон Якович був бригадиром городньої бригади у колгоспі «Перше Травня» у 1937 році.
Молотов та Комунар досі відомі як певні райони села, а Травень (імені Першого Травня) використовується набагато рідше. Перші голови колгоспів — Олександр Шайда, Яким Михайлович Ткаченко, Марко Власович Крик.
Ще пізніше розпочалося розкуркулення. Серед розкуркулених — заможні селяни Андрій Бакуменко, Савіцький, Яхрем Клименко, Симон Колісник, Черченко Данило Мусійович. Така ж сама доля спіткала усю велику родину Кузьми Дриги — будівничого Вітряка Кузьми Дриги.
Хату Амоса Ткаченка забрав колгосп, там поселили сільського лікаря, а згодом відкрили лікарню, ще пізніше — пологовий будинок. У Черченка Данила був син у хаті якого, після розкуркулення батька, містилося правління колгоспу «Комунар».
На той час колгоспи збирали непогані врожаї по 16—20 центнерів з гектару озимої пшениці та 12—14 центнерів з гектару жита. З утворенням перших колгоспів у Пустовійтах для жінок-колгоспниць, що мали дітей, були організовані хати-ясла. Коли жінки працювали, малюків тут доглядали, годували. Таких будинків-ясел в селі було більше десяти.
У 1930-х роках в селі з'явився перший трактор. Однією з перших трактористів стала М. Д. Шинкаренко. Тодішні «Фордзони», «ХТЗ-ДТ-54» та «Універсали» були приписані до машинно-тракторної станції у Карапишах, але обробляли поля не одного колгоспу, а крім Пустовійтів ще у Вікторівці, Олександрівці, Зеленьках та Юхнах.

#### Голодомор
Врожай у 1932 році зібрали добрий. Але все зерно було вивезене в державні сховища. Колгоспникам не видали нічого. У селян забрали навіть те, що вродило на їхніх городах. Була заборонена колгоспна торгівля хлібом та перемелювання збіжжя у млинах без дозволу сільради. У серпні 1932 року з'явився «Закон про п'ять колосків».
Навесні 1933 року сільські активісти й комсомольці ще й по хатах ходили, вишукуючи залізними загостреними прутами, чи не прикопано де якісь харчі. Були організовані бригади шукачів, в які входило до 10 осіб. Ці «комсомольці» як їх називали в селі, забирали у селян все: зерно, картоплю, квасолю, крупи, навіть приготовлену їжу з печі, — все їстівне. Досі відомі такі імена активістів: Оксент Степанович Яценко, Олекса Шинкаренко, Павло Бондар.
Люди від хронічного недоїдання пухли, наливалися рідиною ноги, животи. Найбільше померло людей в селі навесні та літом 1933 року. Помирали від голоду, від хвороб, від вживання в їжу отруйних речовин (бугили, мухоморів, отруйних грибів і рослин). А найстрашніше те, що по селу траплялись випадки канібалізму. Люди вбивали односельців і навіть членів родини, щоб їхнім м'ясом затамувати голод.
Книга Пам'яті жертв Голодомору 1932—1933 стверджує, що «ніяких архівних документів про голод на Миронівщині не збереглося, але за свідченнями живих очевидців тієї трагедії вдалося встановити імена 3194-х померлих від голоду, з них дітей — 1092».
До Голодомору в селі проживало більше 2000 осіб. За роки Голодомору померло 834 особи. За спогадами свідків тих подій, вдалося встановити імена 494 жертв Голодомору, з них 97 дітей.
На місці масових поховань на сільському цвинтарі у 1989 році споруджено пам'ятник жертвам Голодомору. Пізніше його перейменували на пам'ятник жертвам Голодомору та репресій.

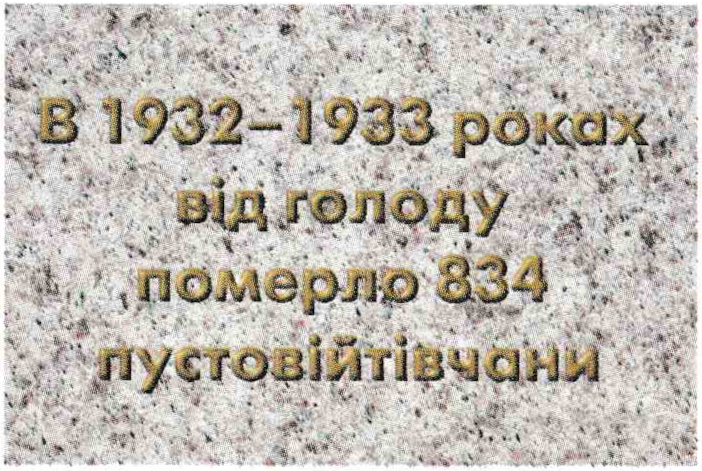
1999. Знак на пам'ятнику жертвам Голодомору у Пустовітах.
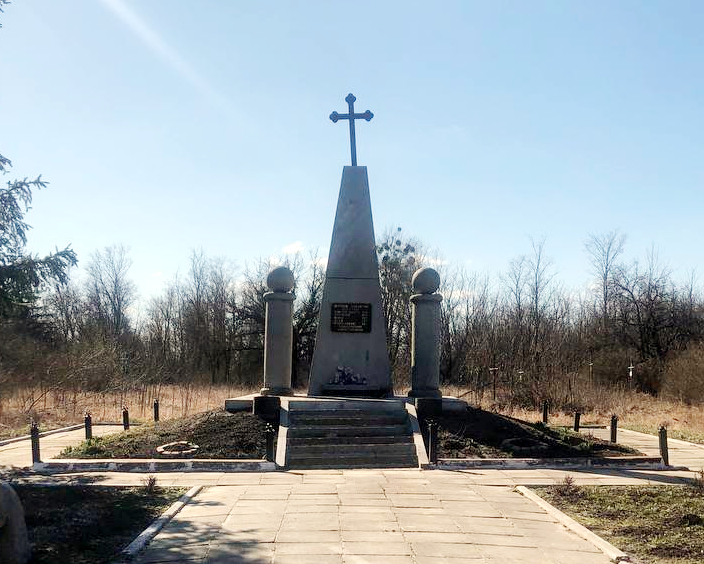
Пам'ятник жертвам Голодомору та репресій.

#### Великий терор
Під час Великого терору 1937—1938 років, коли сталінські репресії були різко посилені й доведені до максимуму своєї інтенсивності, було репресовано 46 мешканців села, багато хто не повернувся з таборів.. «Український мартиролог XX ст.», містить стислу інформацію про жертви політичних репресій 1920—1950-х років.
Майже половина реабілітованих були засуджені за такої схемою.
По завданню Любченко Панаса Петровича (нар. 1897 у м. Кагарлик, третій Голова РНК УРСР), Норченко Артем Матвійович (нар. 1890 у м. Кагарлик, тимчасово не працював) та Пикуль Л. К. створили повстанську контрреволюційну організацію у Миронівському районі.
Гриневич Йосип Антонович (нар. 1906, учитель середньої школи № 22 в Миронівці) завербував у повстанську організацію Блощаненко Петра Артемовича (нар. 1911 в с. Ємчиха, учитель неповної середньої школи у Пустовітах) який завербував вісім осіб з Пустовіт та трьох з Ємчихи. Членом організації був і Гайжарига Іван Юхимович (нар. 1883, колгоспник), який завербував ще сімох.
Перегляд справи у 1957 році наголошує, що звинувачення кожного з заарештованих було основане на їхніх власних свідченнях. Доказів, що були підставою для арешту цих осіб, у їхніх справах не було. 1938 року свідків у справі не допитували, а очні ставки поміж обвинуваченими часто не проводилися. Ті ж свідки у 1957 році стверджували: «не був присутнім», «не визнаю своїх підписів під протоколами обшуку» та «про існування організації мені нічого невідомо».
Зрештою робиться висновок — «Вважати, що залучені у справі були засуджені 1938 року без достатніх доказів провини. Справу за виробництвом припинити через недоведеність звинувачення».

#### Радянсько-фінська війна

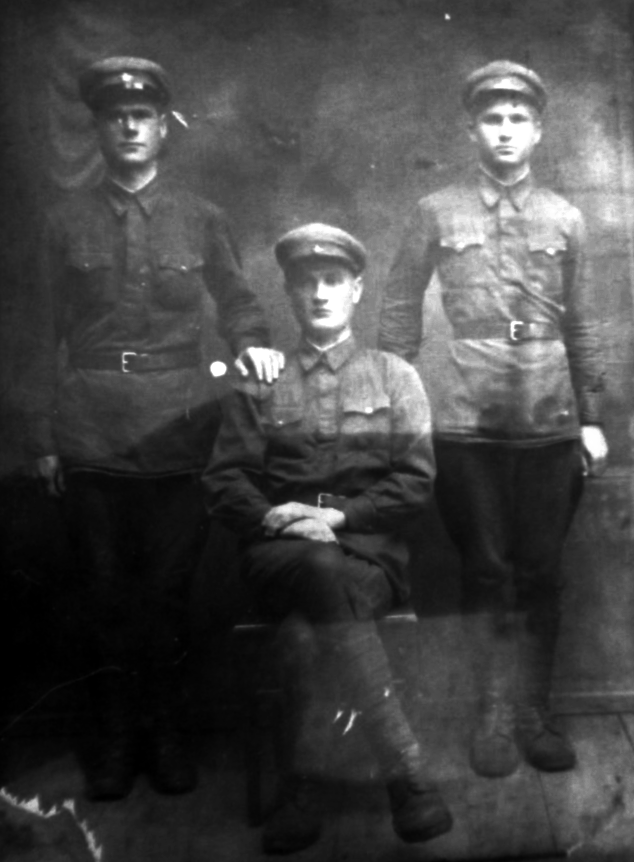
Дем'ян, Сават та Олексій (посередині)

В 1939 кордон СРСР із Фінляндією був за 32 км від Ленінграда. «Ми нічого не можемо зробити з географією, як і ви. Оскільки Ленінград не можна пересунути, то треба відсунути кордон далі» — були слова Сталіна одному фінському чиновнику.
Радянський Союз також намагався заволодіти кількома фінськими островами у Фінській затоці та отримати 30-річну оренду півострова Ханко на 30 років і дозволити радянській владі створити там військову базу. В обмін на це Радянський Союз поступався територією в Східній Карелії.
Коли Фінляндія відмовилася, 30 листопада 1939 року Радянський Союз розпочав війну.
Три особи були мобілізовані на війну з Пустовіт: Дем'ян Данилович Рекало, Сават Гуленко та Олексій Савович Черченко (1908 —1973). Дем'ян на тій війні відморозив собі пальця.

#### Німецько-радянська війна
Початок війни 
З початком німецько-радянської війни до лав Червоної армії було призвано багато пустовійтівців.
Під час відступу радянських військ сільські чоловіки поверталися назад додому з оточення чи полону. Однак сім'ї «відповідальних радянських та партійних працівників» вирішили евакуюватися.
Ходили розмови, що фашисти знущаються з сімей комуністів і ми поїхали за Дніпро. 
Вмостилися на підводу Федора з трьома дітьми, її свекруха Оксана та Пріська з шістьми дітьми і поїхали на Канів. У Потоках ми зустріли людей, які поверталися назад, бо там вже німці. Ми повернулися додому і незабаром в село прийшли німці.
Поруч села не було бойових боїв проте оборонні бої неподалік вели 199 -та стрілецька дивізія (сд) та 14 -та кавалерійська дивізія (кд).
На початку німецького вторгнення 199-та сд перебувала в резерві Південно-Західного фронту у складі 49-го стрілецького корпусу, але в середині липня вона вже діяла у складі 26-ї армії. 
 18 липня дивізія була вибита з Таращі і по 22 липня намагалася відбити місто, але це не вдалося.
25 липня дивізія відійшла до району Миронівка-Яхни та зайняла там оборону, а вже 5 серпня дивізію перевели в резерв у район Маслівки.

14-та кавалерійська дивізія (кд)  у 1931 році  була переведена в Український військовий округ в склад 2-го кавалерійського корпусу. 
У складі  Південно-Західного фронту дивізія брала участь у контрударах і контратаках проти німецько-фашистських військ у районах мм. Дубно, Бердичів, Тараща, Колесникове, Опішня.
30 липня 1941 року село було окуповане німецьким військом.
 Окупація 
З німецькою окупацією виявилось, що деякі жителі села мали німецьке походження. 
 Одною з таких сімей була сім'я Габелів. Вони були добре відомі в цивільній адміністрації села. 
 Іншим був Загородній Микола що писав листи до Пустовіт німецькою мовою.
У 1942—1943 роках окупаційною владою на примусові роботи до Німеччини з Пустовіт було вивезено понад 156 односельців, переважно молодих хлопців та дівчат.
Державний архів Київської області (ДАКО) має 117 листів з окупованих Німеччиною територій надісланих у Пустовіти. У тих листах згадується 94 людини.

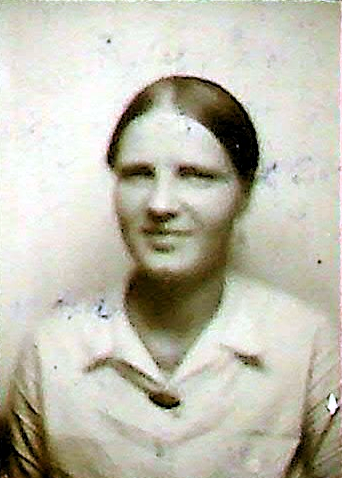
1943. Посовень Тоня, Берлін.

Згідно Тоні Посовень, один із поїздів у квітні 1942 року привіз її до Берліна.

 Заболотню Олександру Ивівну (1920—1992) теж посадили в поїзд та повезли до Німеччини. Десь у Польщі їй вдалося втекти і повернутися назад в село, де вона переховувалася до повернення радянської армії.
Ще один поїзд виїхав у червні 1943 року. Огора Іван та Огора Уляна Євменівна з'явилися в Австрії в різних місцях. Вони писали листи в село і чекали на листи у відповідь.
Інша історія відбулася з Ткаченком Яковом Михайловичем (1912—1981). У 1941 році попав у оточення та повернувся до села, де його заарештували та згодом відправили до Німеччини. Під час перевезення втік та повернувся до села. Там його знову заарештували та відправили до Німеччини, де він і перебував до закінчення війни.
Відомо багато місць, де були пустовітчани: дев'ять в Австрії, три в Чехословаччині, 17 в Німеччині (з них вісім у Берліні).

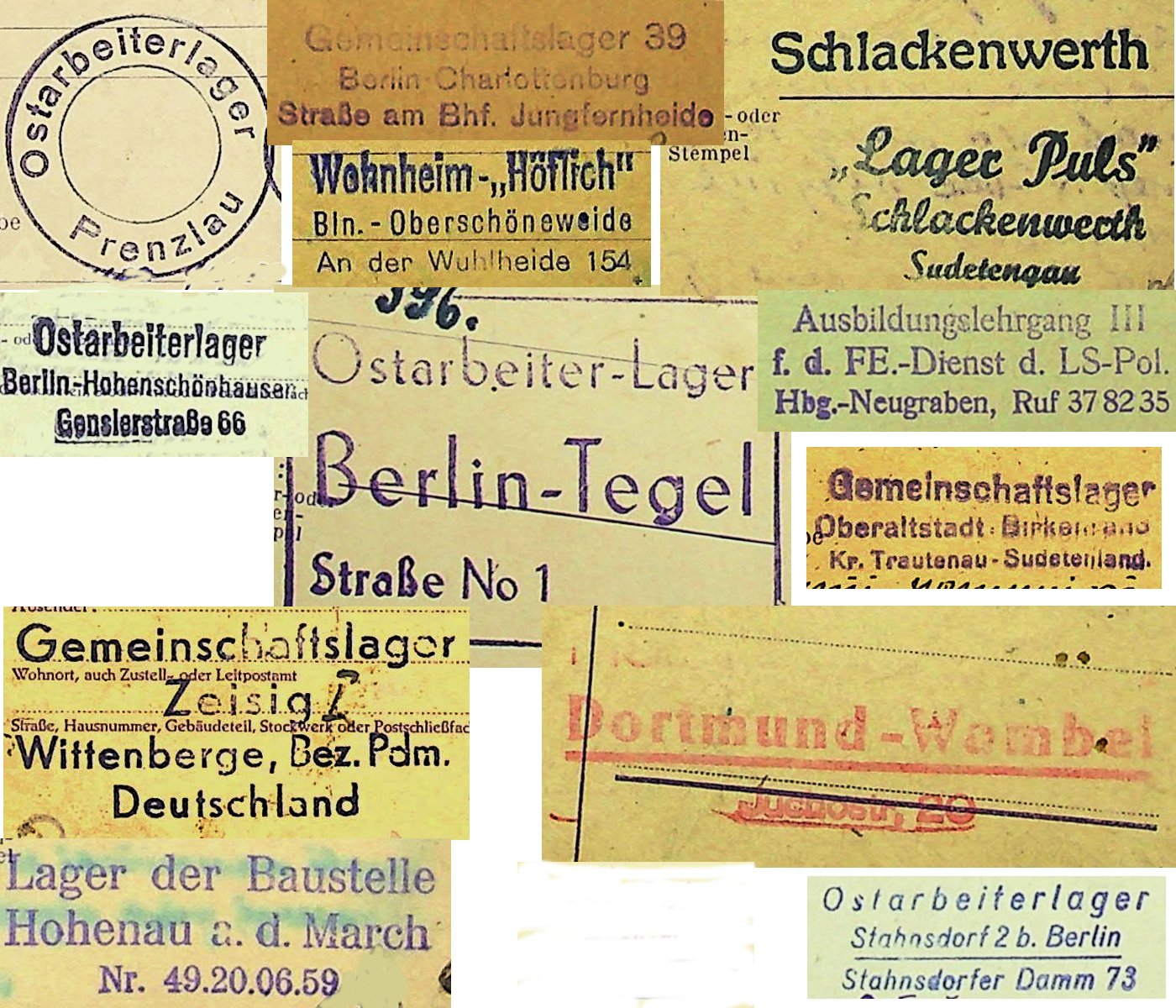
Деякі табори де були пустовітчани.
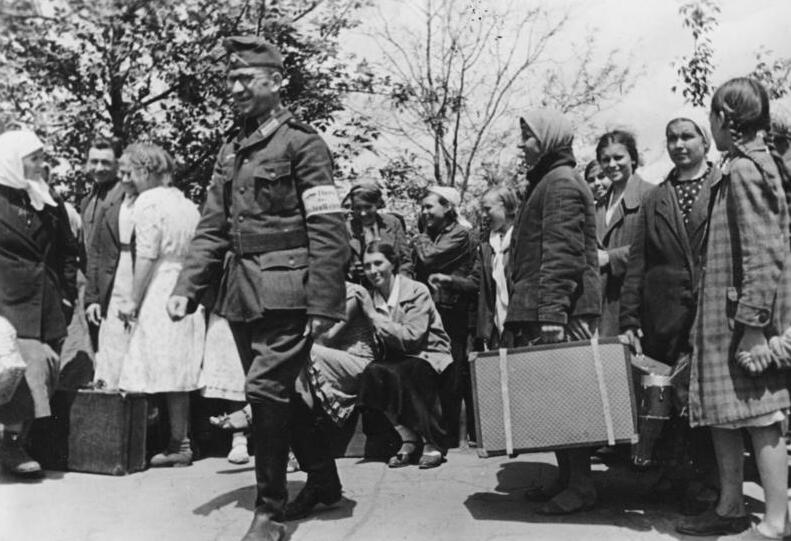
1942. Перед виїздом у Німеччину. Артемівськ
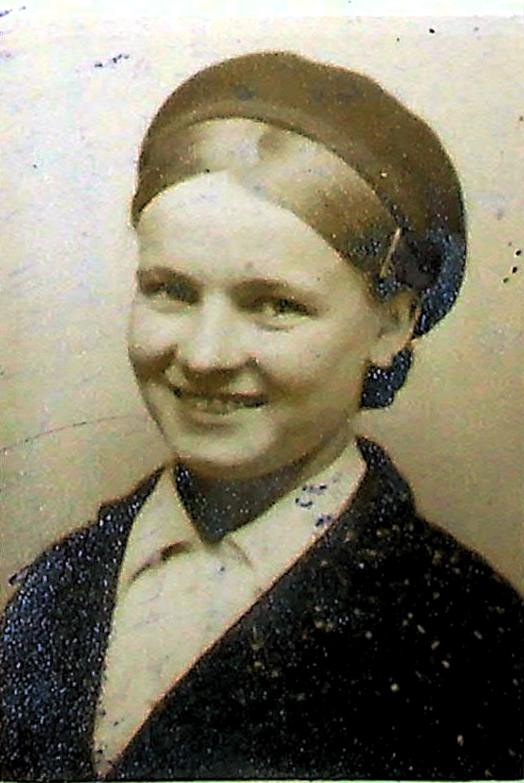
1943. Чала Анна, Берлін.
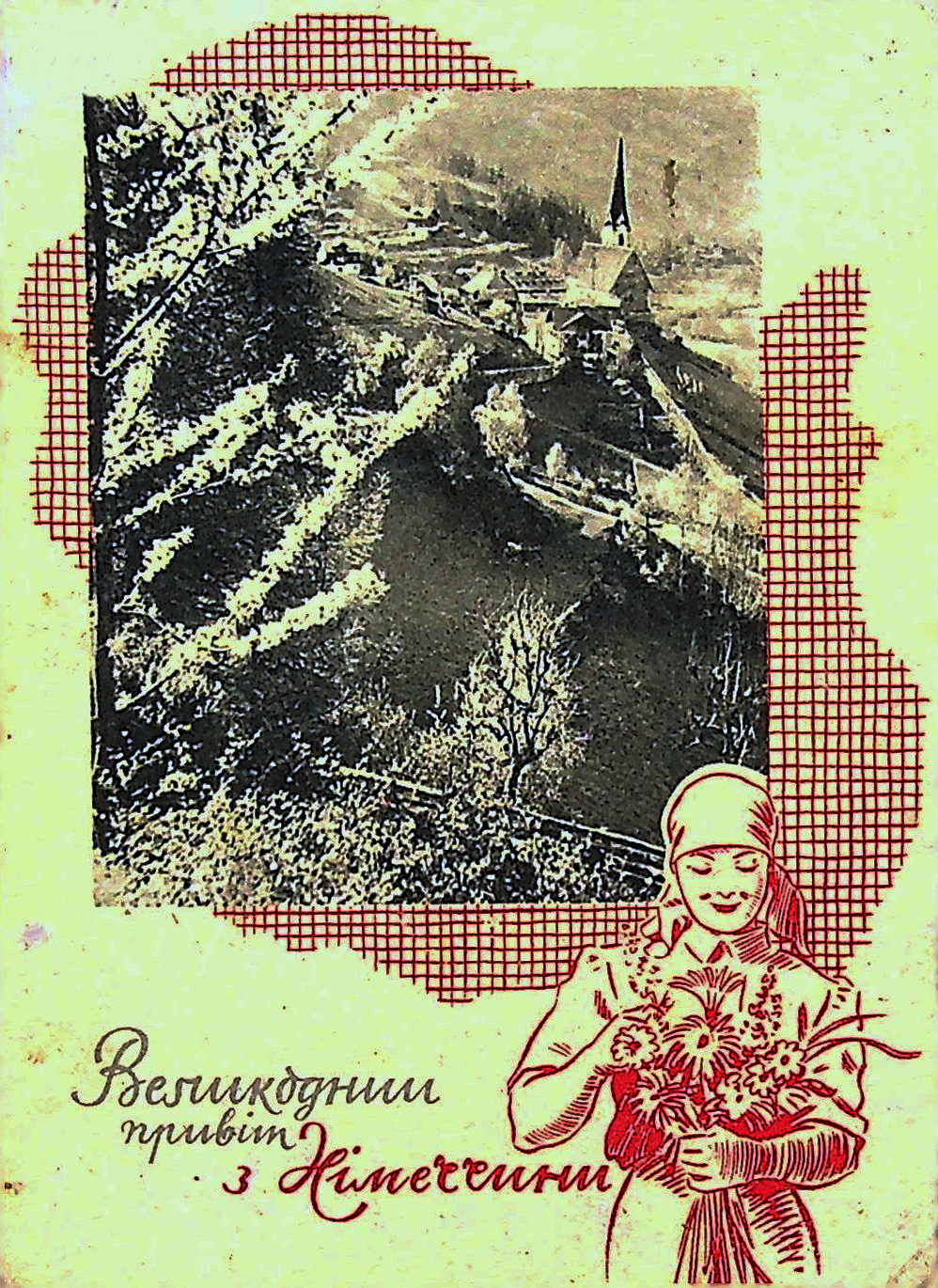
Травень, 1943. "Великодний привіт з Німеччини"

Теми листів були дуже схожі на посмішки робітниць з Бахмута які відправлялись на роботу в Німеччину (див. фото): ми повинні працювати, але у нас є їжа, гроші та житло. 
Іноді це були фотографії чи листівки.
Поштова марка з печаткою Magdeburg BPA 7 на листі Загородньої Лідії Сергіївної свідчить, що пустовітчани та люди з Бахмута жили і працювали поруч, в Німеччині.
Декому довелося працювати на заводі. Одним із таких працівників була Колісник Тетяна.

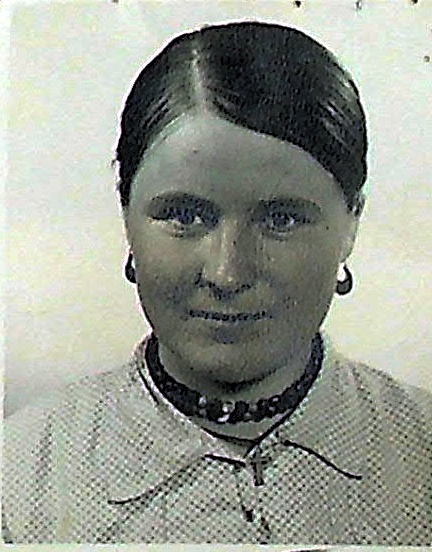
1943. Колісник Тетяна, станочниця, Berlin
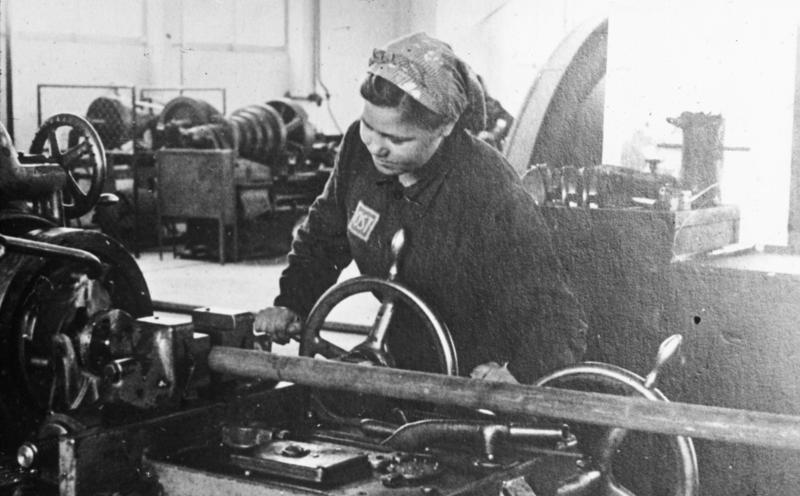
Станочниця зі значком остарбайтера (нацистська пропаганда)

Крик Микола Овсійович, Петренко Іван та Фенченко Яків працювали на залізничній станції міста Рахден (нім. Bahnhof Rahden) — найпівнічнішій станції в німецькій землі Північний Рейн-Вестфалія, район Мінден-Люббекке.
Симоненко Олександр був у Гамбурзі на шеститижневих курса пожежнків Шуцманшафт.
Під час окупації були розстріляні 16 односельців.
| Відомі імена дев'ятьох      |
| Гнида П. А.                 |
| Корній Миронович Ігнатенко  |
| Данило Федорович Пушенко    |
| Петро Сергійович Ткаченко   |
| Талимон Григорович Ткаченко |
| Євген Іванович Фенченко     |
| Омелько Іванович Чалий      |
| Федір Силович Шама          |
| Григорій Андрійович Яценко  |

 Звільнення села

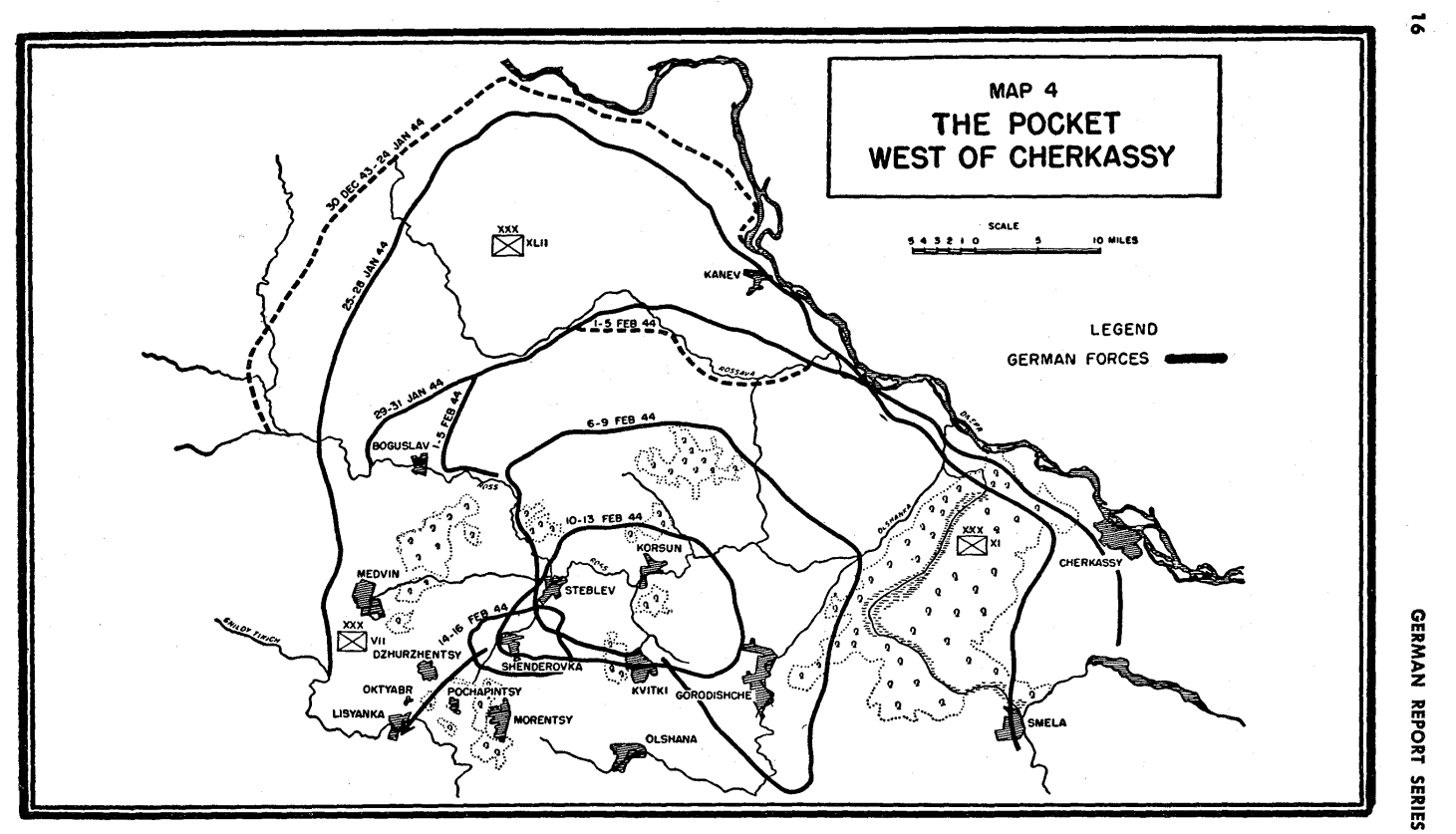
Формування Черкаського мішка

Село було звільнено під час Корсунь-Шевченківської операції 31 січня 1944 року.
```
 У 1942 році Карначов
[
87
]
 отримав наказ на формування кулеметно-артилерійської дивізії, яка згодом отримає назву 54-го укріпленого району (УР). 
 У 1944 році 54 УР, частина фронтового підпорядкування у складі 
1-ого Українського фронту
, був активним учасником Корсунь-Шевченківської операції.
```

29 січня 88-ї піхотноій дивізії було наказано відійти за річку Рось і зайняти позиції на схід та північ від Богуслава. Вранці 29 січня  радянська піхота розпочала бій за оволодіння Богуславом, але її відкинули. 
 2 лютого частини 27-ї армії форсували Росаву на ділянці Синявка — Піляви та утворили плацдарм 10 км по фронту та кілька кілометрів у глибину. 
 Вдень 3 лютого чотири радянські кулеметні батальйони за танкової підтримки прорвали німецьку позицію між Миронівкою та Богуславом, змусивши німецькі частини з 332-ї дивізійної групи та 88-ї дивізії відійти дещо на схід. Під загрозою оточення з півночі Богуслав був залишений німецькими військами цього ж вечора.

 Після війни 
Старостою села під час німецької окупації був Андрон. Його син також працював в адміністрації. 

Після повернення радянської влади Андрона було засуджено до 25 років робіт у таборах за співпрацю з німцями. Там він і помер. 

Його син також був у таборах, але він повернувся живим і працював у будівельній бригаді в селі.

Подібна доля була й у Ткаченкаn Я. М. — остарбайтера згаданого раніше. Він сидів у в'язниці в Білій Церкві.
Наприкінці 1940-х років у селі був встановлений пам'ятник загиблим воїнам. На початку 1970-х років було зведено новий монумент, на двадцяти гранітних плитах якого викарбувані імена 233 загиблих на фронтах німецько-радянської війни. Ще одна плита розміщена прямо перед пам'ятником. На ній викарбувано текст: «Ви Вітчизні життя своє віддали і навіки безсмертними стали. Нашим рідним-дорогим батькам, синам і братам, нашим землякам від вдячних нащадків села Пустовіти».
Більше 120 односельців нагороджені бойовими орденами та медалями. Серед них І. Г. Краснолицький, О. А. Фенченко, Г. Я. Бондаренко, С. Х. Колісник, В. І. Колісник, В. П. Колісник, В. С. Онучак, О. Т. Вдовіна та інші.

#### Повоєнний розвиток села
У 1950 році три місцевих колгоспи об'єдналися в одне господарство. З 1964 року — це колгосп імені Івана Франка, який проіснував до 1994 року.
У 1958 році Карапишівська машинно-тракторна станція була розформована, і частина техніки перейшла колгоспам. У 1960-х роках колгосп імені Франка мав 10 комбайнів, 30 тракторів, косарки, жниварки та іншу техніку. Наприкінці 1960-х років господарство спеціалізувалося на виробництві курячих яєць.
У 1970-х роках земельні угіддя колгоспу імені Франка склали 3015 га. Головними напрямками господарства були вирощування зернових культур, цукрових буряків, виробництво м'яса та молока. У Пустовітах на той час мешкало близько 1950 осіб. Тут діяли восьмирічна школа, Будинок культури, бібліотека, пологовий будинок, профілакторій. Замість трьох окремих дитячих майданчиків було відкрито дошкільний заклад на 100 дітей.
У 1977 році в Пустовітах збудували нову школу. Стандартне планування передбачало декілька кілометрів каналізації та облаштування туалетів. Посеред поля були збудовані очисні споруди. Тогочасний директор школи Притула Василь Федорович чудово знав, що таке каналізація в селі, де її бачили виключно по телебаченню, або у часі відвідин родичів, які мешкали у місті. Тому туалети відразу ж закрили, а нову вбиральню збудували неподалік від старої, яка тривалий час слугувала у старій школі. Каналізаційні люки ще й досі видно на городах та в полі, а очисні споруди видно як острівець дерев посеред поля.
Вже у 1979 році у старій реконструйованій школі відкрили дитячий садок «Веселка».
У грудні 1979 року розпочалася війна в Афганістані. Василь Галіченко загинув там, а Леонід Колісник був поранений. Олександр Чалий, Микола Голінко, Володимир Гуленко, Іван Залізний, Сергій Таран, П. В. Гниденко, В. І.  Красноліцький, М. М. Гниденко пройшли через афганське пекло. 
Після повернення додому, Іван Залізний розповідав, що він зустрічався з Василем Галіченко в Афганістані.
1984 року у Пустовітах організований художній самодіяльний ансамбль «Радість», що 1986 року отримав звання народного. У селі існує також фольклорно-етнографічний колектив жителів села старшого покоління. При сільському Будинку культури молодь села організувала вокально-інструментальний ансамбль «Сузір'я». Три вікові групи Пустовітської школи утворили зразковий дитячий танцювальний колектив «Мрія». Художні колективи села Пустовіти з гастролями відвідали Польщу, Румунію, Білорусь, брали участь в конкурсах у Києві та Хмельницькому.
Одним з перших в селі, у 1993 році, утворене селянське (фермерське) господарство «Меркурій».
У 1994 році колгосп імені Івана Франка реорганізований в однойменне КСП. Реорганізація колгоспу на КСП мало чого змінила у розпаюванні землі. Вже після указу президента 1999 року почалося деяке пожвавлення.
У 2000 році на базі КСП було утворено ТОВ «Пустовіти» яке очолив Василь Євгенович Ігнатенко, а керуючим директором став Володимир Дмитрович Ігнатенко.

### XXI століття
Восени 2002 року у Пустовітах відбулося розпаювання колишніх колгоспних земель.
ТОВ «Пустовіти» отримало 1906 га землі та стало відомим як господарство, що спеціалізувалося на вирощуванні зернових та олійних культур. Господарство до 2010 року входило до складу ВАТ «Агроком» (м. Миронівка). Пізніше корпоративні права ТОВ «Пустовіти» були продані корпорації «Успіх», а Володимир Ігнатенко залишився директором.
675 га отримав кооператив, який організував Крик В. О.. Кооператив Крика зрештою потрапив до Кришньова Олександра власністю якого в Пустовітах керує його управляючий.
Решта земель колишнього колгоспу — це близько 434 га — розібрали люди.
8 жовтня 2006 року в селі відкрили пам'ятник Іванові Франкові — єдиний, на той час, монумент в центральній Україні на пошанування пам'яті Каменяра.
Рішенням Пустовітської сільської ради 2015 року у відповідності до Закону України «Про засудження комуністичного та націонал-соціалістичного (нацистського) тоталітарних режимів в Україні та заборону пропаганди їхньої символіки» в селі відбулося перейменування вулиць. Зокрема, вул. Комсомольську на Терешківку, вул. Володимира Леніна на Івана Франка, вул. Максима Горького на Зарічну, вул. Московську на Незалежності, вул. Радянську на Богдана Хмельницького, вул. Жовтневу на Вишневу та пров. Ленінський на Всеволода Меляницького.
2023 року, під час виконання бойових завдань на Донеччині загинув уродженець села Гуленко Олександр Миколайович. 1 листопада 2023 року Олександра нагороджено орденом «За мужність» III ступеня (посмертно), який вручений родині полеглого героя.
Потрапивши під мінометний обстріл загинув мешканець села — Небрат Денис Володимирович (1990—2024). У жовтні 2023 року Денис Володимирович був відзначений почесним нагрудним знаком Головнокомандувача Збройних Сил України «Золотий хрест».

## Пам'ятки, визначні місця

### Вітряк Кузьми Дриги
У селі зберігся вітряк шатрового типу, зведений 1902 року місцевим майстром Кузьмою Дригою на південній околиці Пустовітів. 
 На пам'ятному знаку напис: «Вітряк голландського типу», але мрія Кузьми потрапити до Голландії не збулася. Початково вітряк мав вісім лопатей. Але потужність вітряка була завеликою, тому Кузьма Денисович, як згадують його сучасники, змушений був переобладнати млина на чотири лопаті. 
 Особливістю вітряка є унікальний механізм — віндроза, який автоматично повертає крила вітряка проти вітру. 

Жорнові камені на чотири постави привезені з Франції, а дерев'яні триби (шестерні) він виготовив самотужки. Земельний вал, на якому стоїть вітряк, насипали усім селом. В околиці млин видно на віддалі 30 км. При млинові був заїжджий двір з безкоштовними обідами.
У 1990-х роках місцевий мешканець Андрій Гуленко, що дванадцять років пропрацював мірошником на цьому вітряку, на своєму обійсті побудував власний вітряк, який за конструкцією подібний до вітряка 1902 року.
У 2011 році в програмі «Пілігрим» на ОДТРК «Рось» було показано відео, де близько 12 хвилин розповідається про млин Кузьми Дриги та млин Анатолія Гуленка з великою кількістю різноманітних деталей.
У 2017 році вітряк реставрували: замінили лише лопаті, виготовили вал-шестерню для французьких жорен. Майже у той самий час з'явився вказівник «Вітряк Кузьми Дриги» та туристичний знак «Вітряк голландського типу».
5 вересня 2017 року вітряний млин Кузьми Дриги у селі Пустовіти внесений до «Переліку пам'яток культурної спадщини національного і місцевого значення Київської області, занесених до Державного реєстру нерухомих пам'яток України» (пункт 101 у розділі «Пам'ятки архітектури — громадські та промислові споруди, пам'ятки садово-паркового мистецтва на території Київської області»).
У 2021 році в експозиції музею «Miniland.UA» (район «Українське село») створили макет вітряка Кузьми Дриги, який «красується в столиці».
Поет Дмитро Павличко присвятив млину вірш «Вітряк у Пустовійтах».

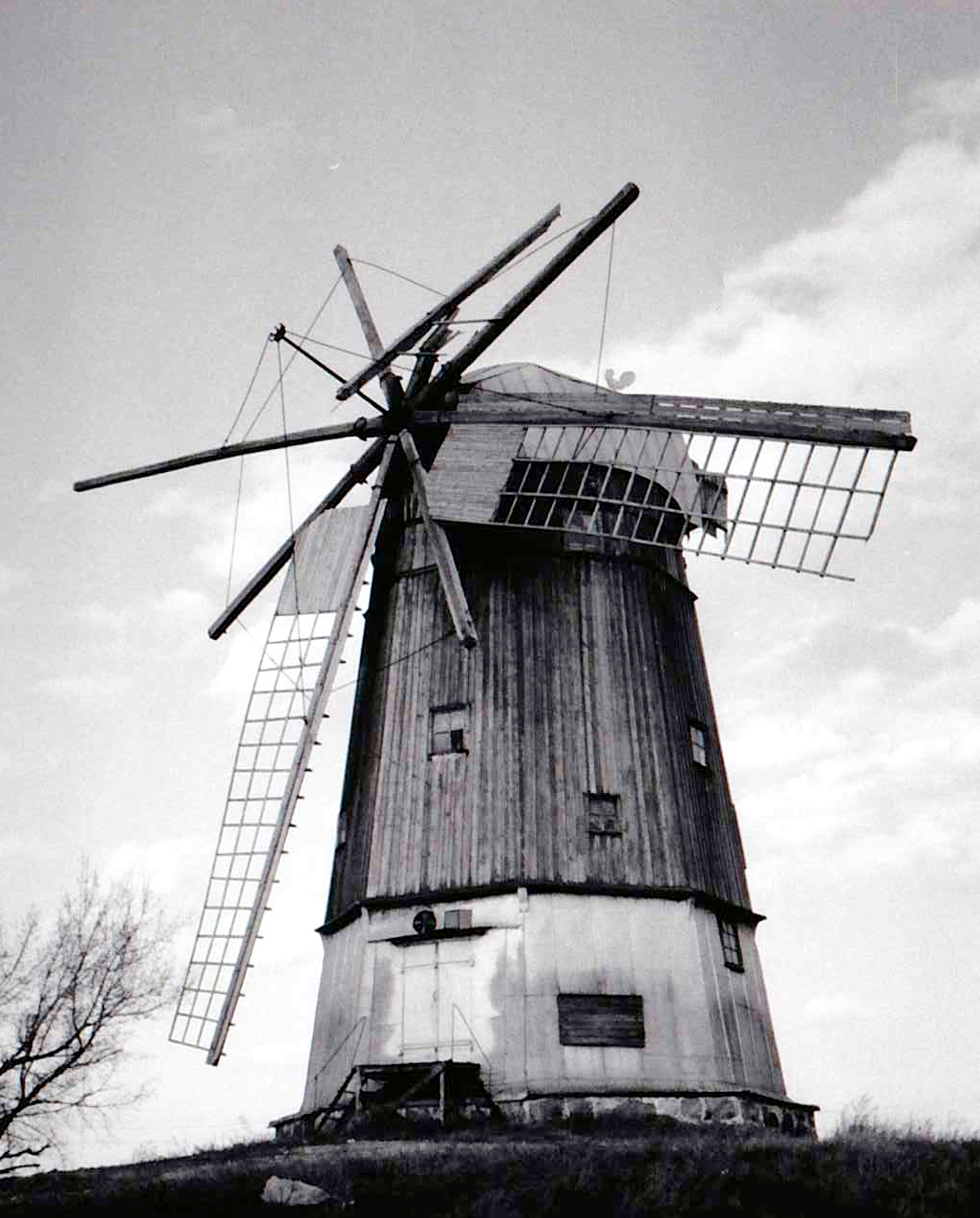
Вітряк Кузьми Дриги
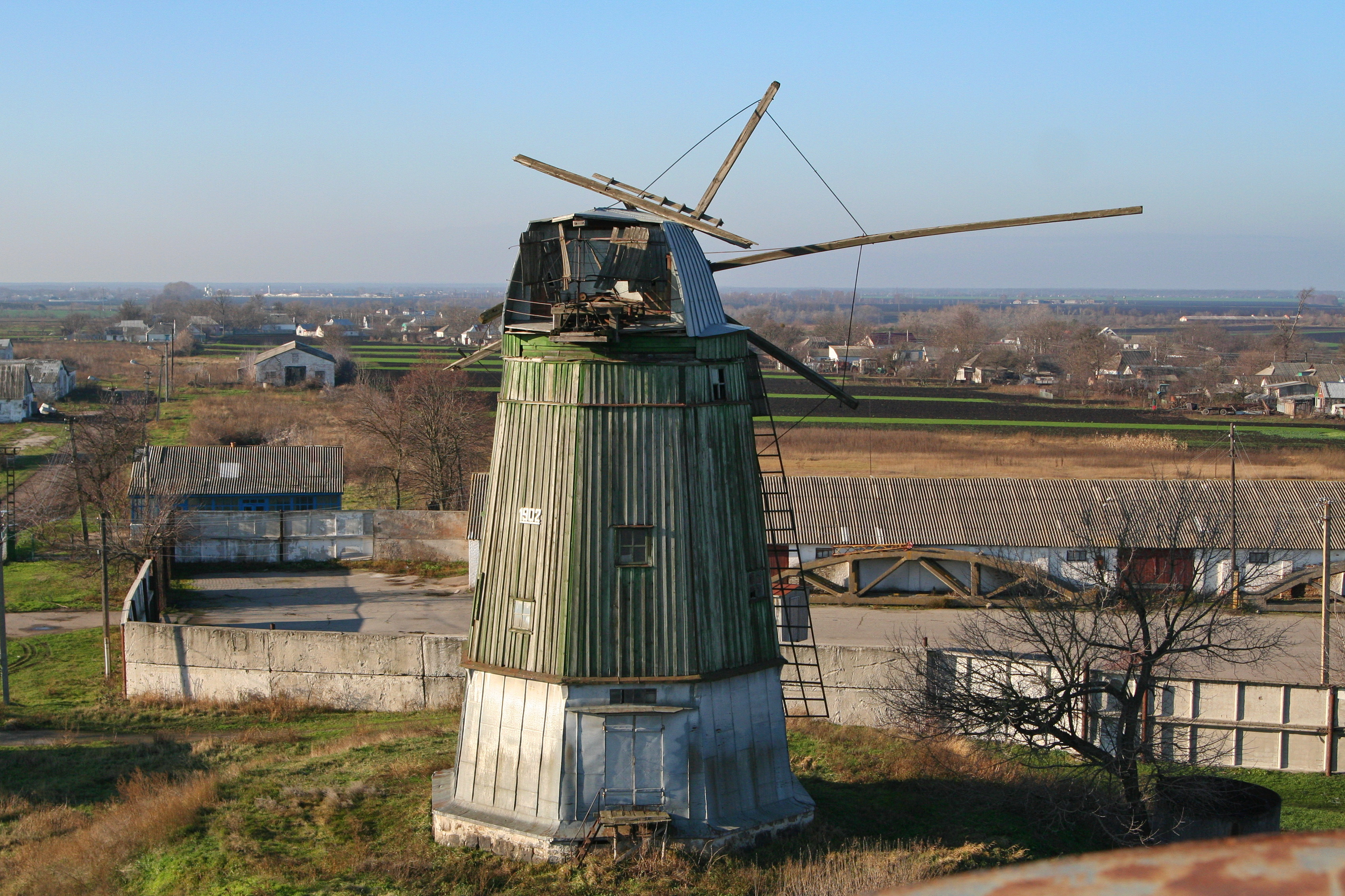
Вітряк
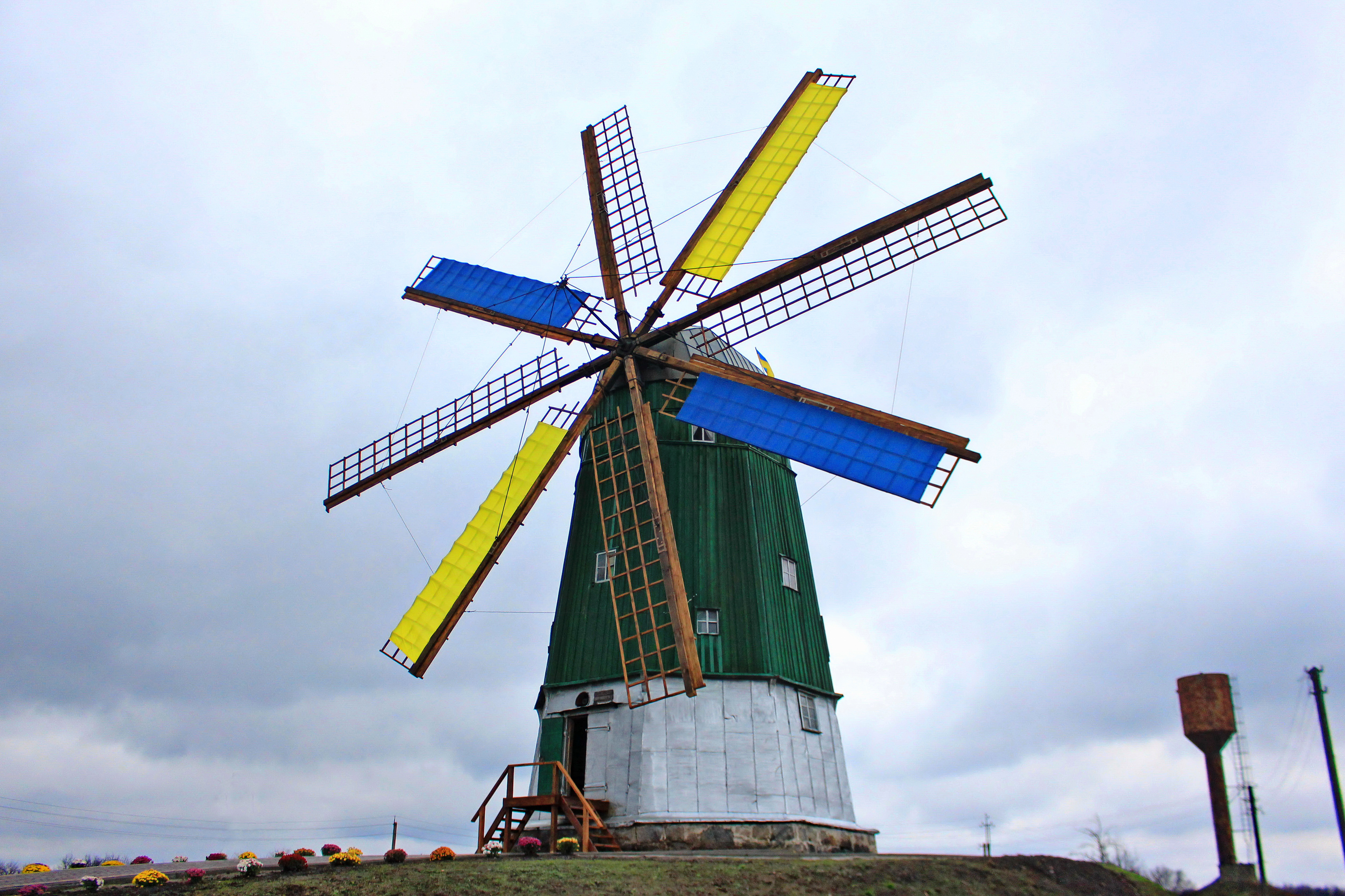
Вітряк у Пустовітах
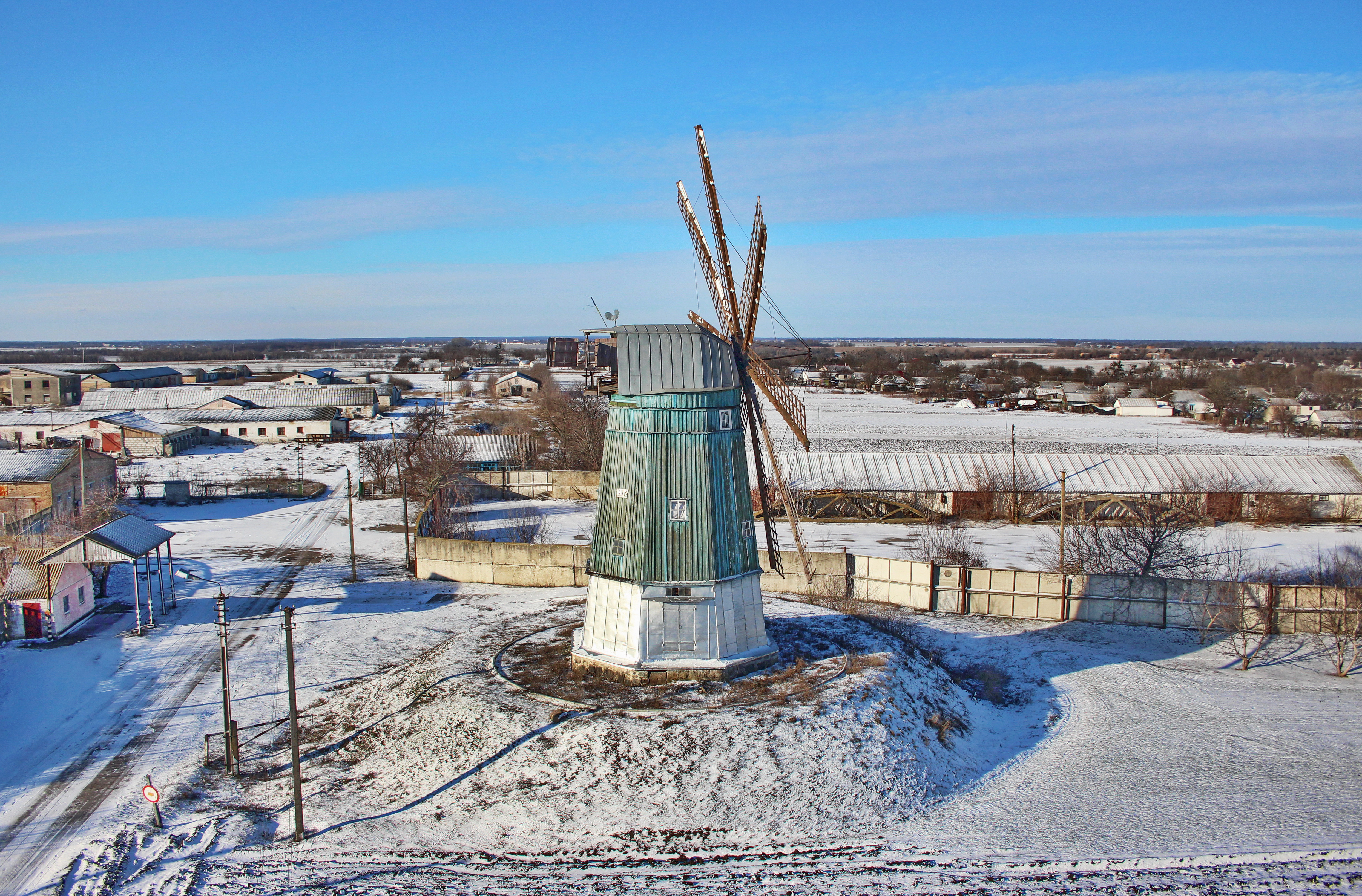
Вид на село і вітряк
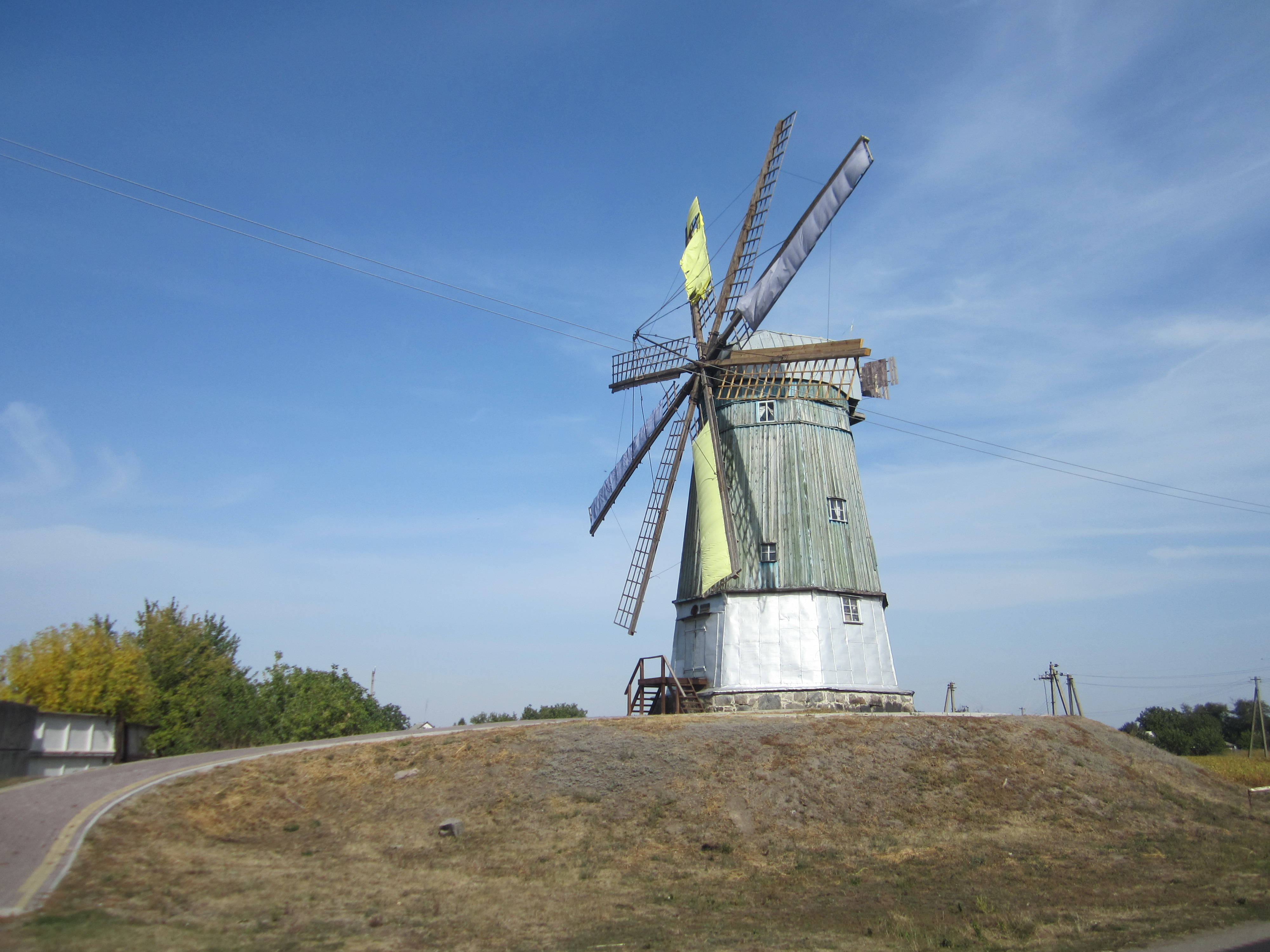
Вітряк Кузьми Дриги
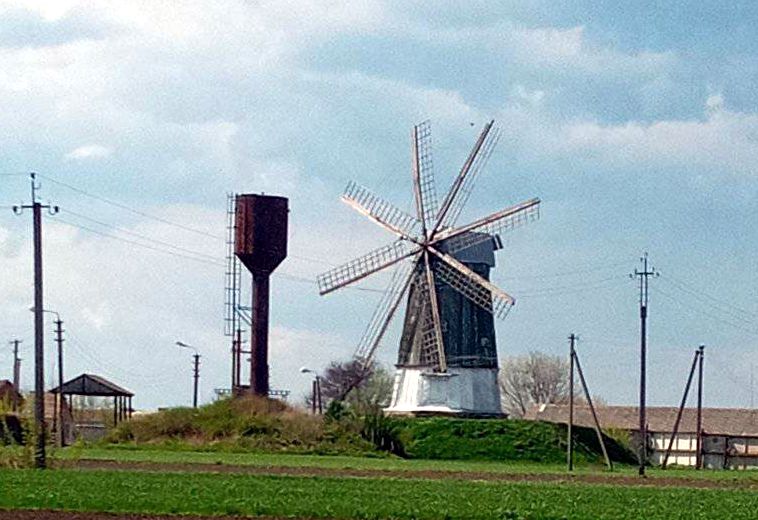
Вітряк Кузьми Дриги
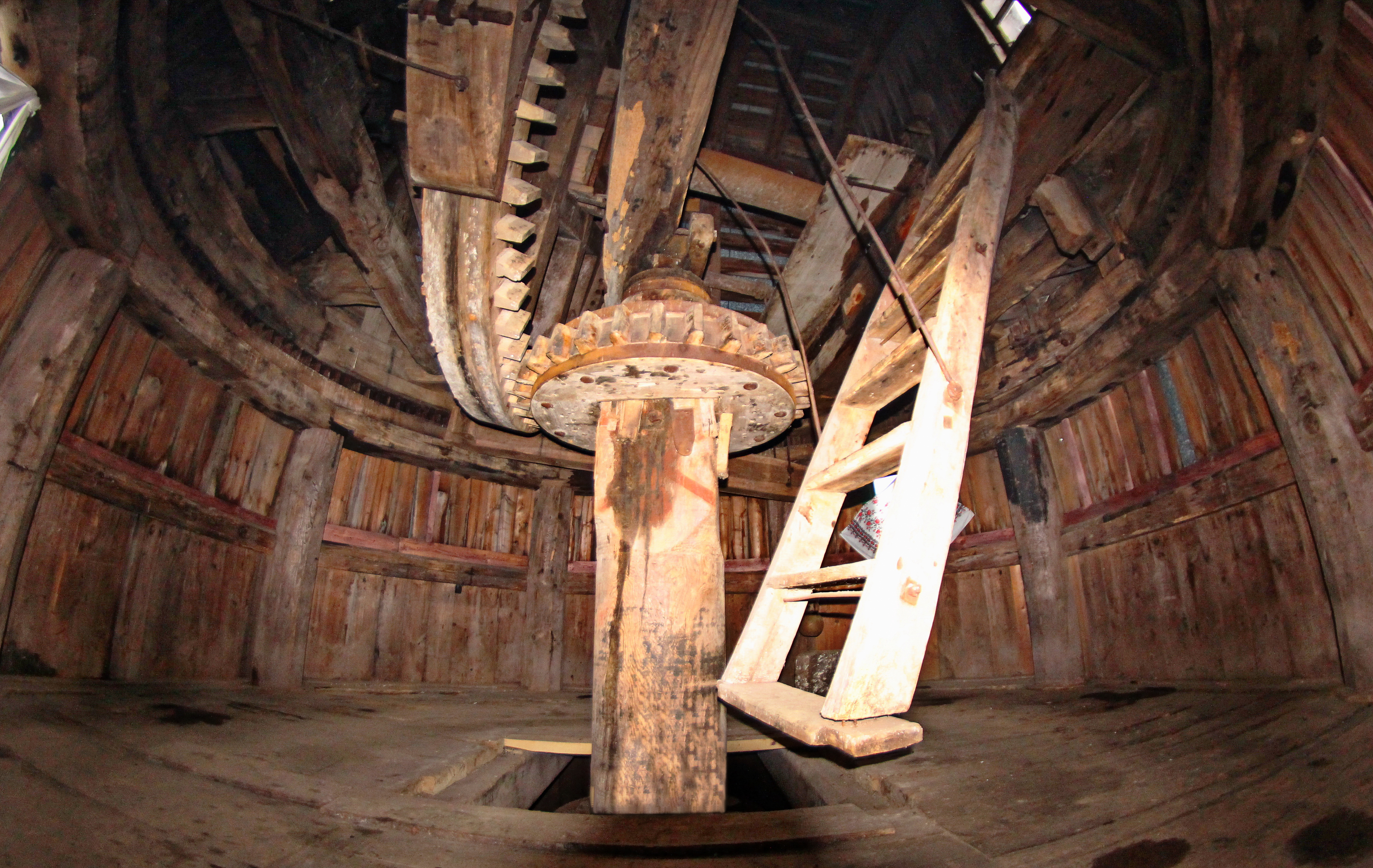
Механізми вітряка
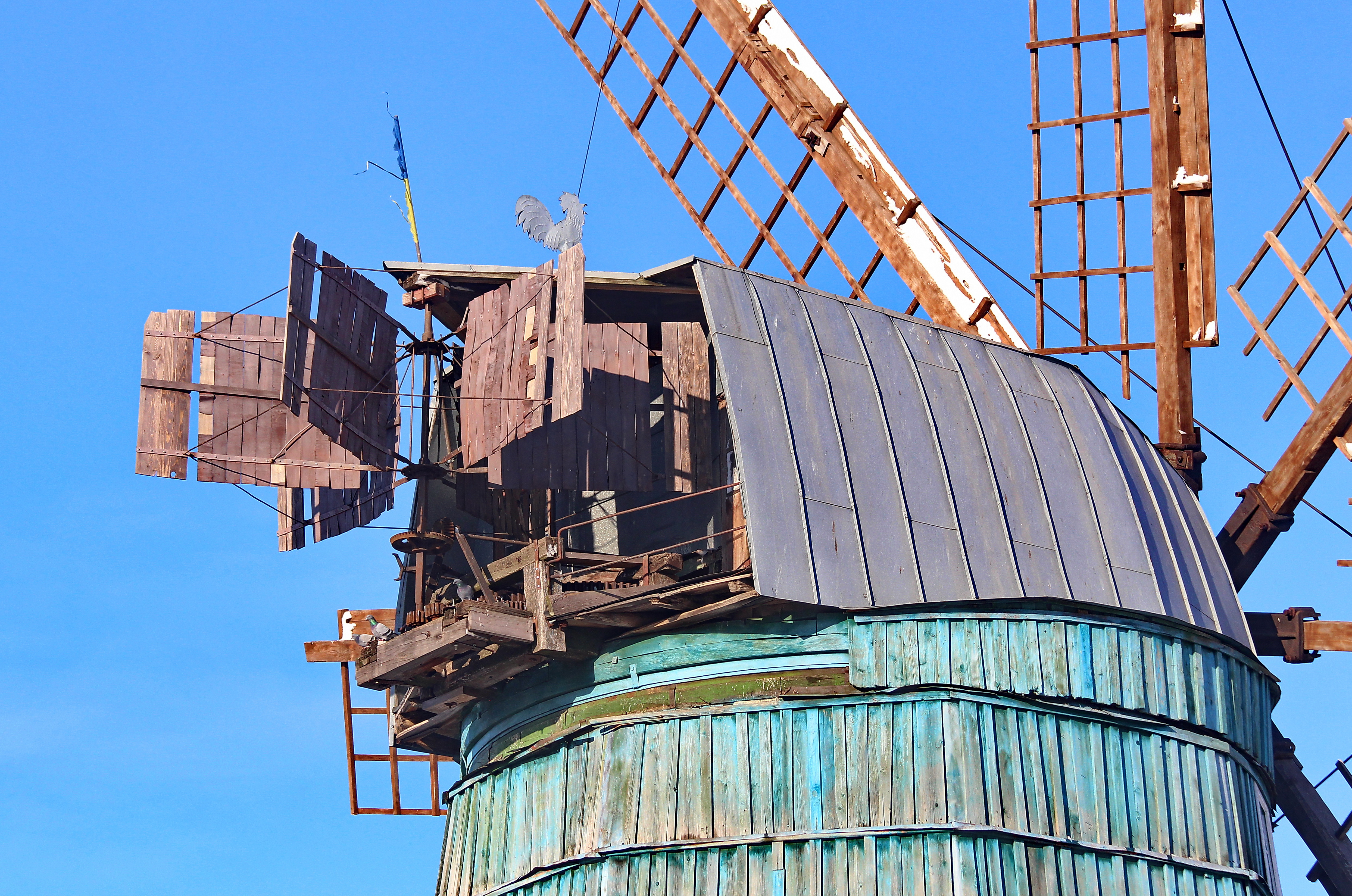
Вертушка-віндроза
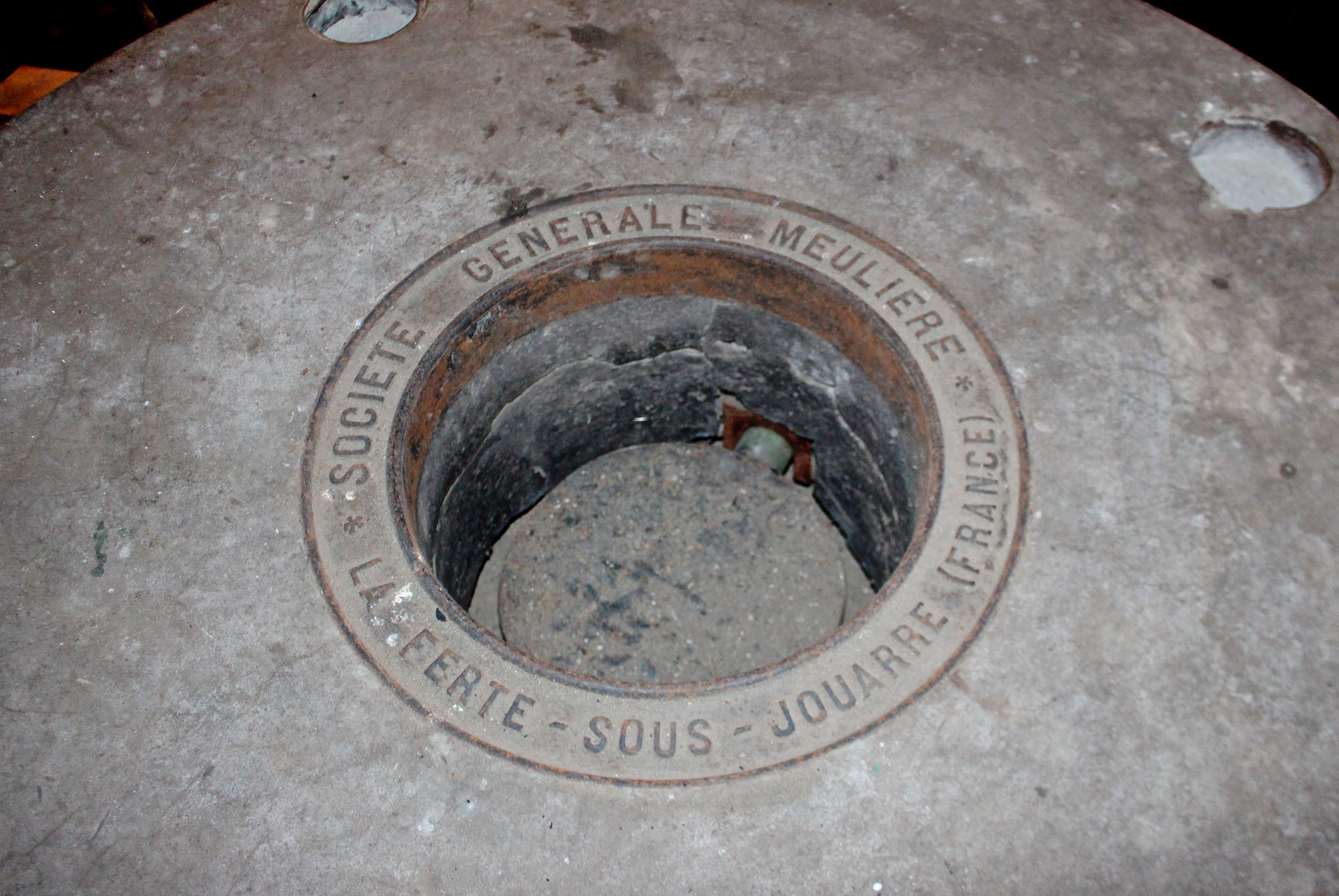
Камінь вітряка з Франції
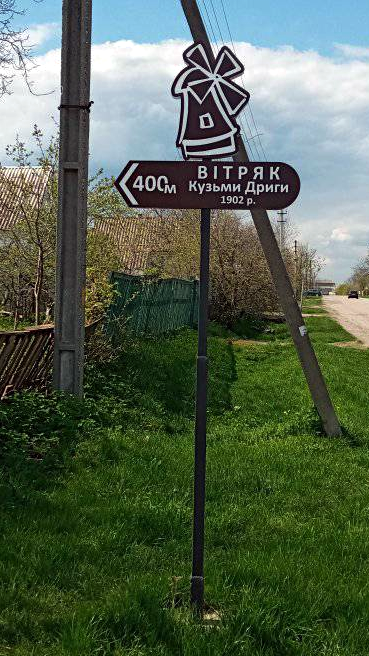
Туристичний вказівник до вітряка Кузьми Дриги
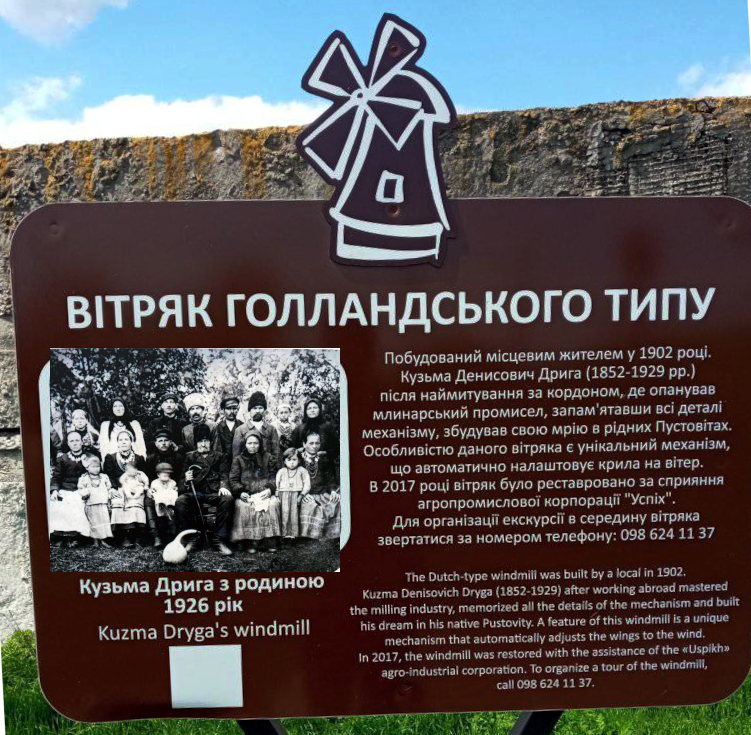
Інформаційна табличка про вітряк Кузьми Дриги
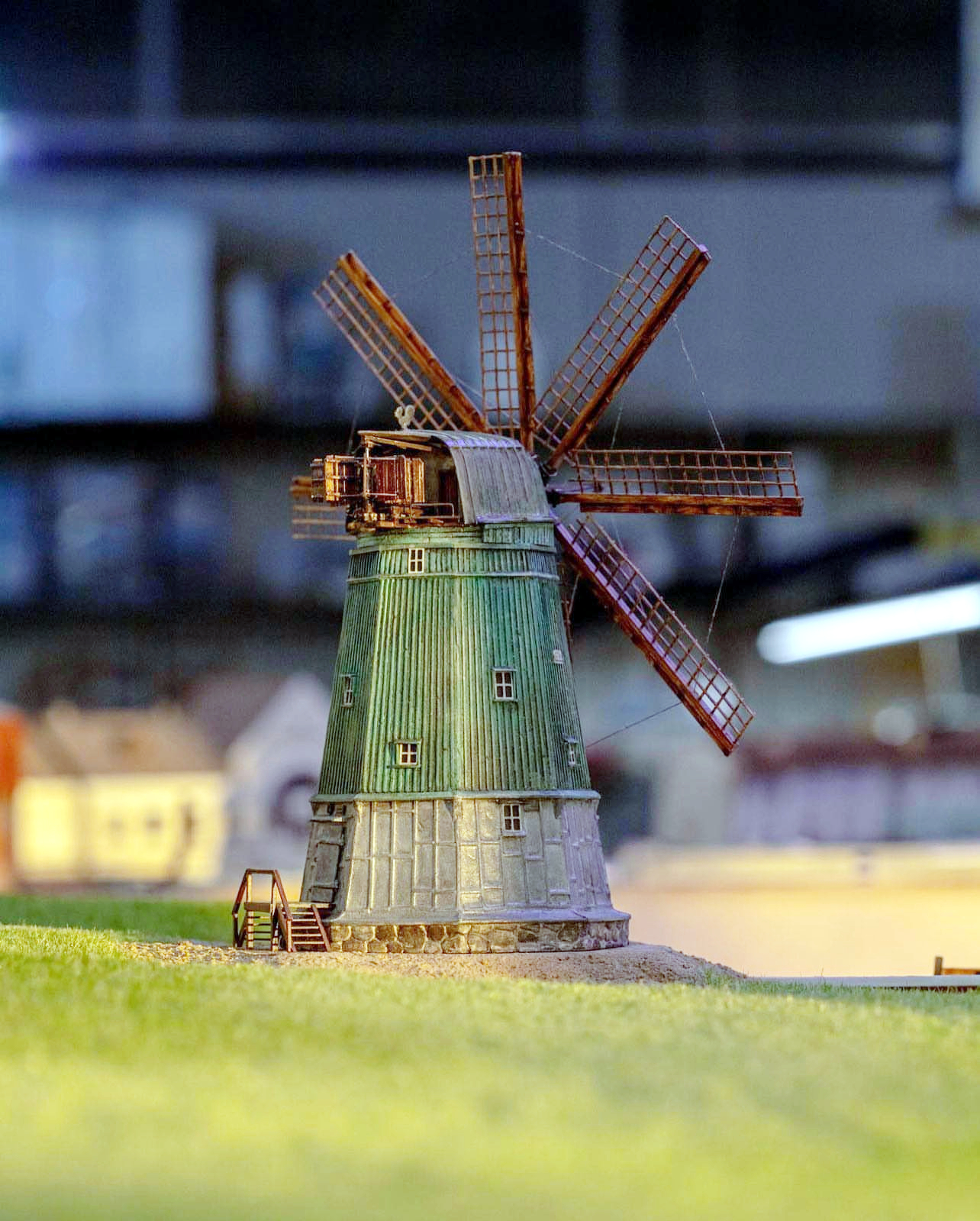
Макет вітряка Кузьми Дриги в експозиції музею «Miniland.UA»

### Водяний млин
На початку 1920-х років Трохим Колісник і його брат Олександр вирішили спорудити на найбільшому порозі Росавки водяного млина. Придбали ліс, необхідне обладнання, насипали греблю. Невдовзі млин запрацював, і люди охоче звозили до нього збіжжя. Весни натоді були повноводими, й під час одного з паводків крига знесла млина.
Аж на початку 1950-х років Нестор Гнида, Зінько Колісник, Філофій Чалий, Микита Колісник — син Трохима — взялися за відновлення млина й вирішили вдосконалити його конструкцію. Малетій Гуленко згадав про стару, занедбану колись колективізовану кінну молотарку та відремонтував її. Микита Колісник допасував молотарку до водяного валу. Тепер вона працювала від механічної тяги. В цей час під горою (за річкою, майже навпроти греблі) жителі Пустовіт розробили кар'єр. Кінними вагонетками возили камінь, мурували «бики», укріплюючи земляну греблю.
Тодішній голова колгоспу Андрій Охріменко вирішив додати до млина ще й електростанцію. Придбав турбіну, а Микола Фенович Фенченко та Павло Колісник змонтували її на греблі. Наприкінці 1950-х років відбулося відкриття сільської гідроелектростанції. Колгоспна контора була однією з перших будівель до якої поступала електроенергія. Водночас працював і водяний млин. Сюди, на берег Росавки, селяни приїжджали молотити вирощений врожай. Керував молотаркою Мелетій Гуленко, а Микита Колісник та його сини Олександр і Павло господарювали в млині.
За спогадами очевидців, коли водяний млин включався надовго, рівень води у річці Росавка підіймався на 30-40 сантиметрів. Охріменко Д. К. був одним з перших мірошників на цьому млині.

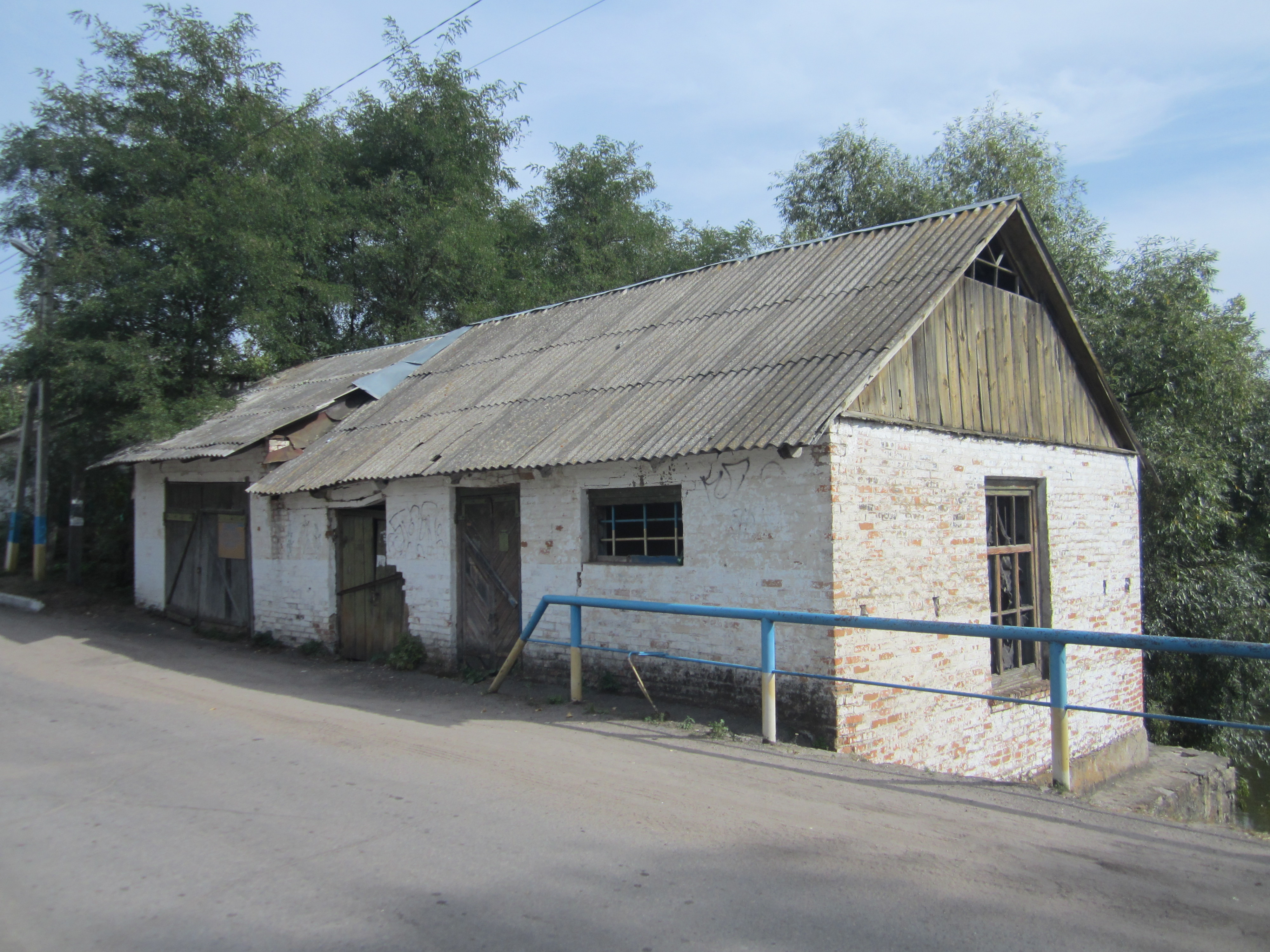
Будівля колишнього водяного млина
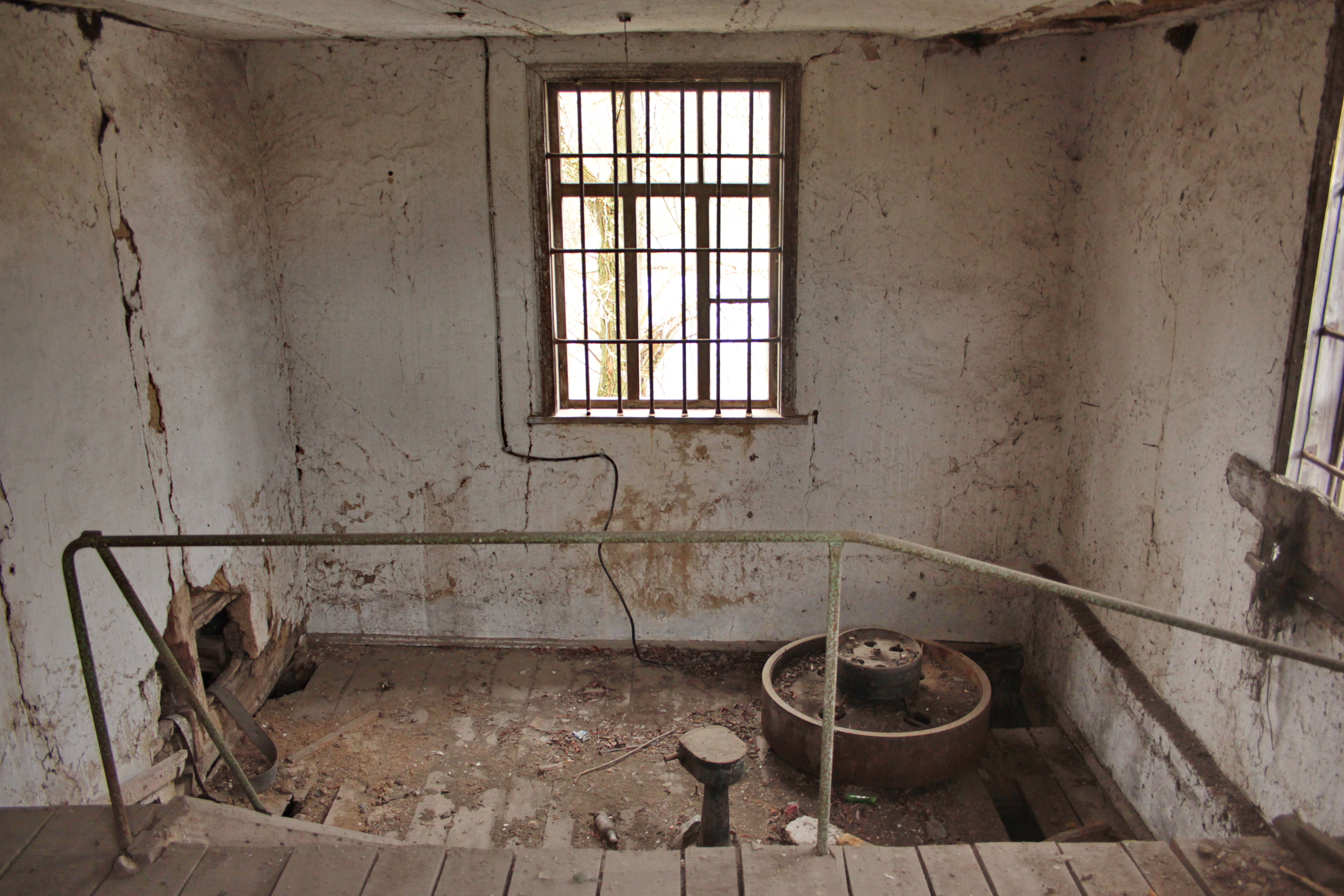
Будівля колишнього водяного млина зсередини
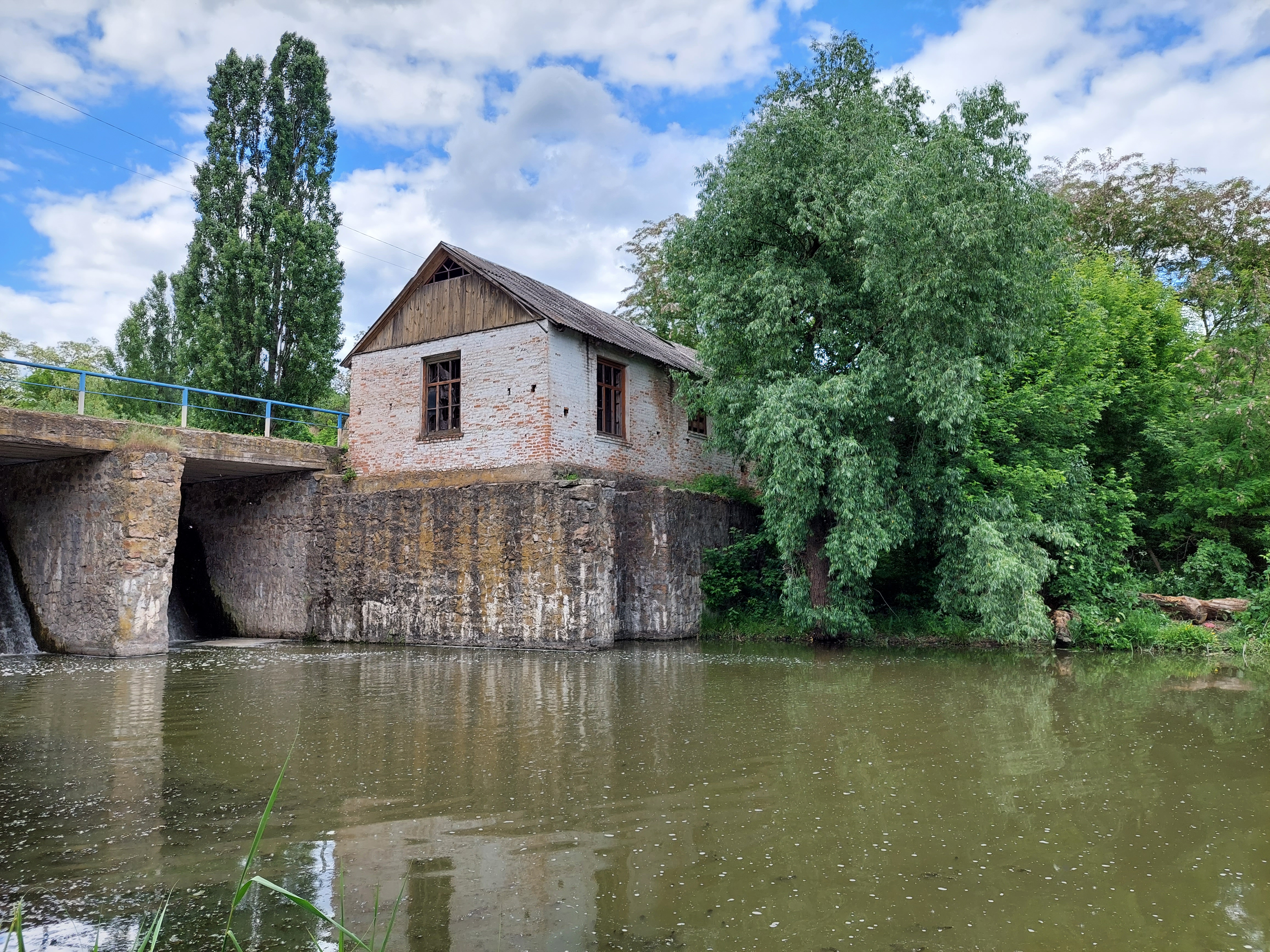
Вигляд на будівлю колишнього водяного млина

### Школа
Ще в 1852 року як власність церкви згадується старенький будинок-школа, де мешкав пономар Гаврило Матковський.
Після побудови нової дерев'яної церкви у 1862 році, у будівлі старої церкви Василь Сидорович Меляницький відкрив церковно-парафіяльну школу, де й мешкав.
Парафіяльне училище згадується у 1863 році, як засноване у 1858 році. Воно містилося в будинку священника Василя Меляницького і існувало за його рахунок, а батьки школярів докупали необхідні речі. На той час там навчалося 38 хлопчиків та шестеро дівчаток.
1867 року училище вже міститься у будинку волосного правління.
В 1874 р. інспектор народних училищ Київського навчального округу Київської губернії повідомив попечителеві Київського навчального округу Антоновичу П. О., що жителі Пустовіт бажають відкрити в своєму селі державну однокласну школу. Попечитель звернувся до вікарія Київської митрополії, єпископа Чигиринського Порфирія (Успенського) з проханням повідомити — чи не заперечуватиме єпархіальна влада проти появи в Пустовітах державної школи. Після консультацій архієрей погодився з необхідністю відкрити школу, а в березні 1875 р. він надіслав попечителеві свою офіційну згоду.

Першим її вчителем був Павловський І. запрошений в Путовіти з далекого Холма.
З 1876 року школа належала до однокласних міністерських училищ.
1895 року бюджет училища був наступним: законопоучитель (Григорій Меляницький) — 60 рублів, учитель — 250 рублів, підручники — 20 рублів, ремонт та утримання будинку — 150 рублів.
Церковно-парафіяльна школа знову відкрилася уже в 1919 році. Вчителями були Всеволод Григорович Меляницький (нар. 1894) та його дружина Ганна Аристархівна. Після будівництва нової школи у 1935 році в старій будівлі містилася початкова школа (з першого по третій класи).

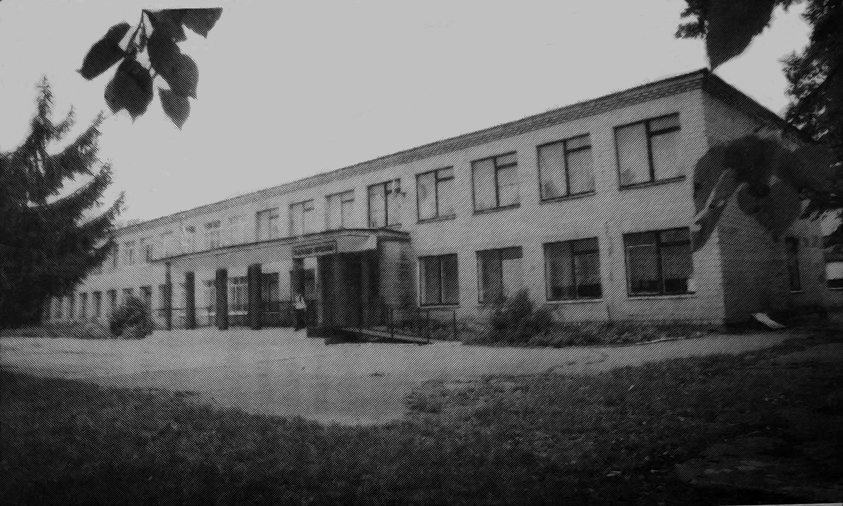
1977. Нова школа в Пустовітах.
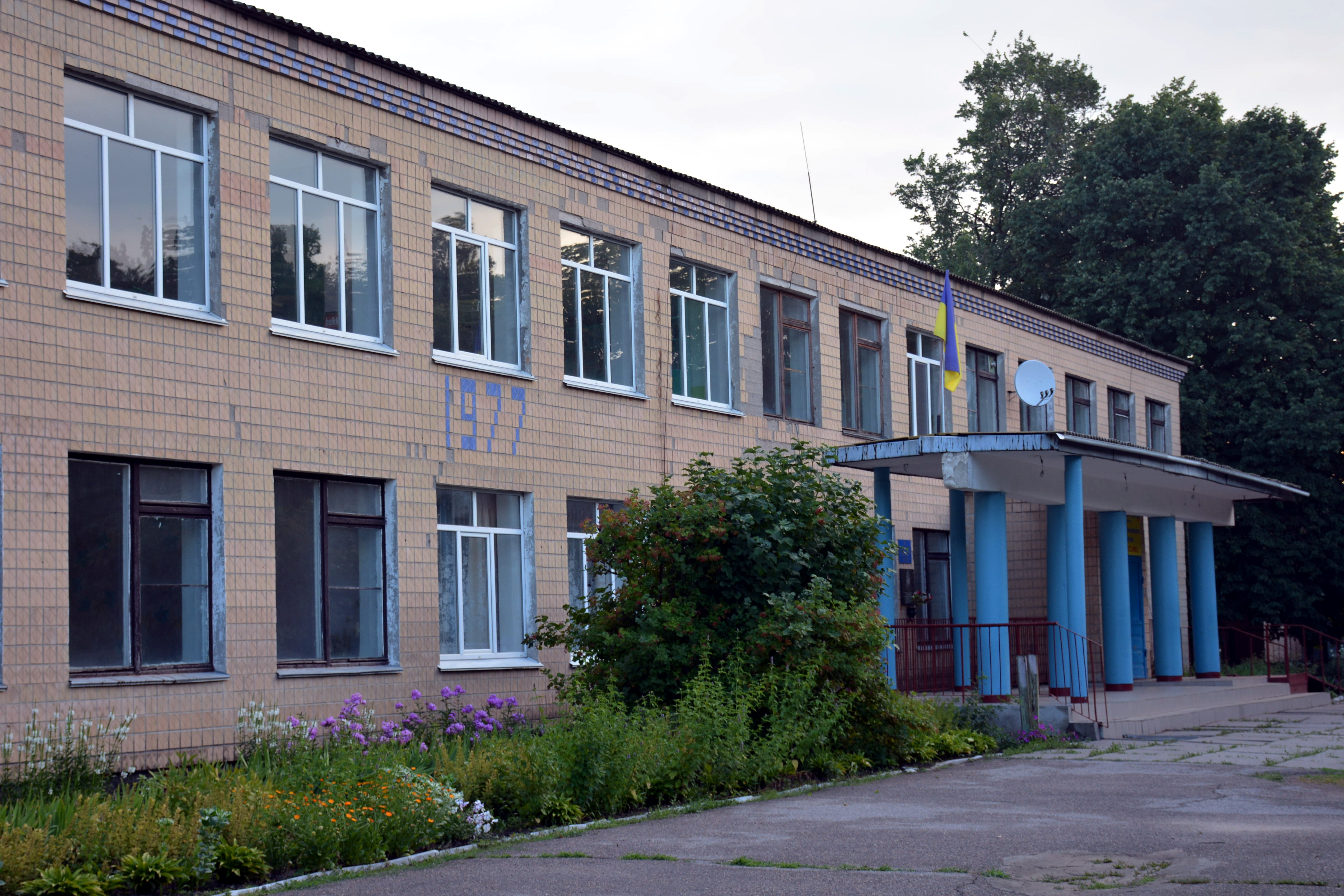
2017. Перед школою.

### Церква Івана Богослова
Перша дерев'яна церква Івана Богослова (пол. Cerkiew p. w. św. Jana Bohosłowa) була збудована в 1745 році[уточнити] на березі річки. Згідно візита Богуславського декана у 1764 р. парохом був Петро Мужаловський (пол. Piotr Mużałowski).
Кирило Петрович Мужаловський (нар. 1741) закінчив богословське Учення в Київській академії і був рукопомазаний дияконом 27 лютого 1767 р. уніатським митрополитом Філіпом. 25 березня наступного року він став священиком. 

19 серпня 1794 року богуславський протоієрей Стефан Левандовський приєднав Мужаловського до православ'я.
Церкві належали цвинтарна каплиця та молитовний будинок. 
 У церкви було 51 десятини землі. Три десятини — ділянка, на якій була збудована церква, 30 десятин — орна земля, три десятини — сінокоси. Окрім цього церкві належало 18 ерекційних (в особливому угідді) десятин сінокосів.
Довідка Київської Духовної Дикастерії 1805 року говорить про дерев'яну церкву із срібним посудом з позолотою та коштовностями в ризниці.
Кирила звільнили з посади священника за віком у 1815 році, а на його місце рукоположили Михайла Мужиловського (нар. 1790), сина Кирила, студента Київської академії з 1800 року. 

Після несподіваної смерті Михайла в 1821 році виникли суперечки про те, хто буде священником в Пустовітах.
Його мати, попадя Ксенія Мужаловська, дала рекомендацію Михайло Левицькому, священнику села Денисовичі, Радомисльського повіту. Проте місцева економія відмовився прийняти його, тому що вони вже підписали лист від 14 пустовітських прихожан для запрошення Йосипа (Іова) Бачинського — священника села Білозір'я Черкаського повіту, зятя Кирила Мужаловського. Лист завірив управляющий в справах графині Браницької Липпоман. Інший лист на підтримки Йосипа підписав повірений графів Браницьких, дворянин Антоній Вишпольський. 
 Зрештою Михайло Левицький став пароксом і був ним аж до Меляницького.
З 1842 року, згідно штатного розкладу, у церкві були священник, дяк, пономар та просфирій. Церковний бюджет був 202 рублі на рік.
Василь Сидорович (церк.-слов. Исидоров) Меляницький закінчив Київську духовну семінарію з атестатом другого розряду, а 8 вересня 1845 за резолюцією митрополита Київського і Галицького Філарета назначений священиком в село Пустовіти.
Друга церква була збудована у 1862 році. Там тривалий час відправлялися служби Божі, а Василь Меляницький та його син Григорій були священниками.
1863 року фонд зарплати в церкві складав 200 рублів, а вже в 1878 — 402 рублі. 1884 року пономаря вже немає, а зарплати такі: священник — 300 рублів, дяк — 50 рублів, просфирій — 16 рублів.
За радянських часів активні атеїсти, поскидавши хрести й дзвони, перетворювали її то на клуб, то на зерносклад. Під час німецької окупації приміщення церкви слугувало бойнею. По війні будівля використовувалася як місце для загальносільських зборів та різноманітних виступів, а також тут містився кінотеатр та бібліотека. Будівля була відома як клуб. Знесли її у 1980-х роках для будівництва нової адміністративно-культурної будівлі. Туди ж перенесли правління колгоспу, сільську раду та клуб.
На початку 1990-х років тимчасова церква була в приміщенні колишньої сільради.
Нову церкву збудували у 1992 році. 8 жовтня 1995 року митрополит Київський Філарет, тоді патріарший місцеблюститель, освятив нову церкву Івана Богослова, споруджену на кошти громади з надією і вірою у щасливе майбутнє. 
Розписав храм художник з Києва Рауф Сеїтов, а різблення по дереву виконав Геннадій Разумов. 
Почесний громадянин Пустовійтів Сергій Гальченко подарував церкві велике панікадило. Ікони Божої Матері й Христа Спасителя прикрасили найкращими рушниками роботи Ніни Андріївни Крик i Катерини Петрівни Шульган.

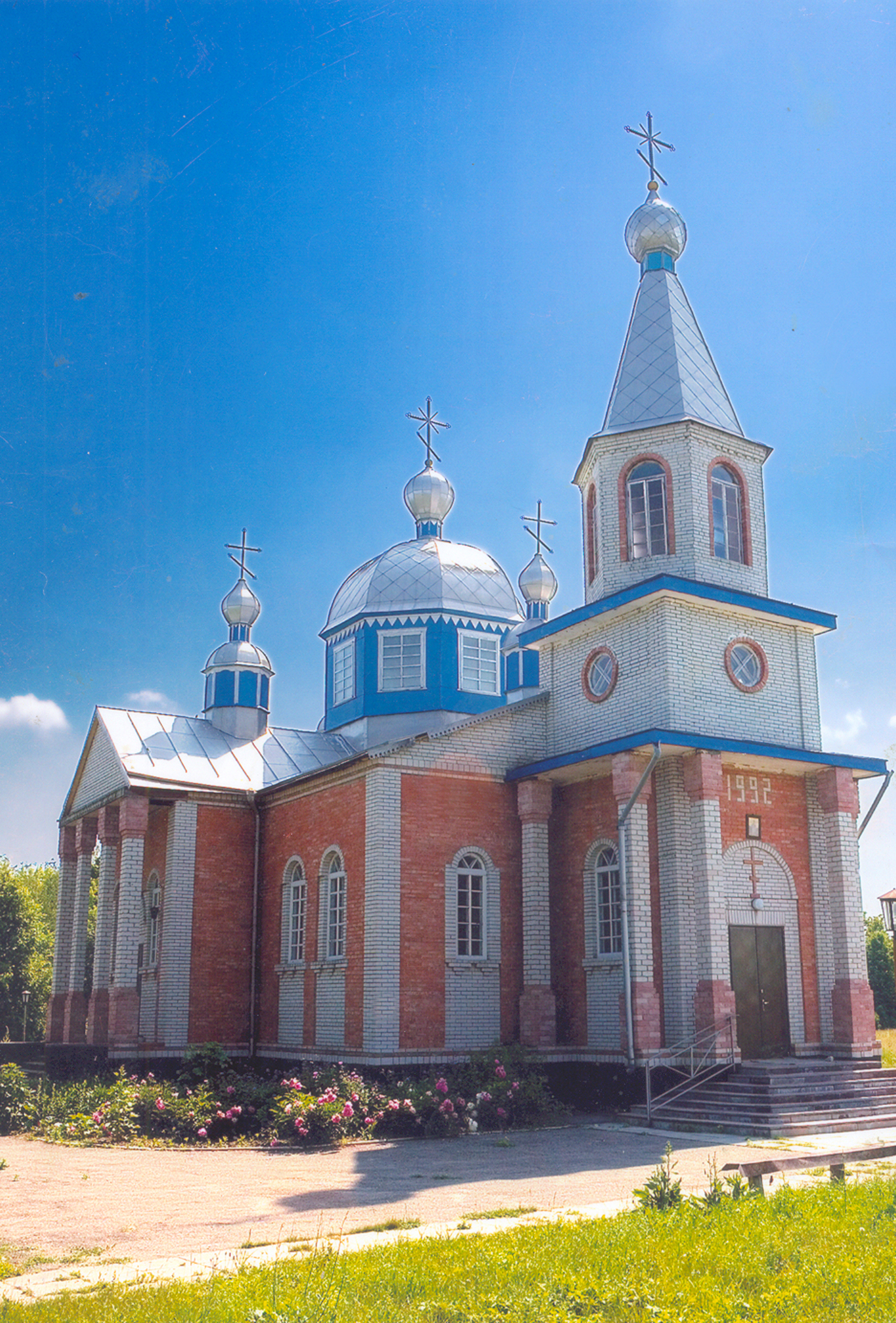
Церква Івана Богослова
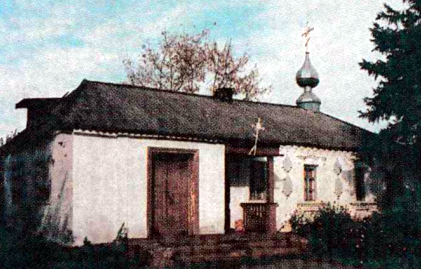
Тимчасова церква у 1990-1995 роках

### Меморіали, пам'ятники

#### Пам'ятник Іванові Франку

Пам'ятник Іванові Франку

Майже навпроти пам'ятника загиблим односельцям був невеликий парк де з 1949 року стояв пам'ятник Леніну — обов'язкова скульптура в колишньому СРСР. Після закінчення будівництва адміністративно культурного комплексу в 1987 перед будівлею був споруджений постамент на який перенесли старий памятник. Тодішній голова будівельної бригади — Больботенко Микола Васильович був здивований коли зрозумів, що пам'ятник був обшитий мідними листами.
Після проголошення незалежності України майже відразу розпочалися розмови про декомунізацію та зняття комуністичних символів. В 2003 році пам'ятник визнали пам'ятником культури, а вже наступного року зняли з постамента і він став першим знаком декомунізації в Пустовітах. Пам'ятник ще довго зберігався в тодішній сільраді.
Приблизно в цей час у Сергія Гальченка зявилася ідея спорудити пам'ятник українському письменникові та громадському діячеві Іванові Франку. Її підтримали жителі й керівники села та району.
Ректорат Львівського національного університету імені Івана Франка на чолі з Іваном Вакарчуком допоміг у збору коштів та розміщення замовлення на створення цього пам'ятника. Богдан Якимович був секретарем оргкомітету. З його ініціативи автором пам'ятника став член товариства Україна-Світ народний художник України Іван Самотос та скульптор Василь Каменщик. На кошти, зібрані професорами, викладачами, студентами, за підтримки спонсорів було виготовлено погруддя українського «Богослова» із кованої міді.
Зрештою у 2006 на порожній постамент поставили бюст Франка поміж будинком культури i недавно збудованим храмом. Архиєпископ Переяслав-Хмельницький Димитрій освятив його 8 жовтня 2006 року. Ім'я Франка також викарбувано на одній з бронзових таблиць встановленій на фасаді місцевого будинку культури, адже будівлю збудували на кошти колективного господарства, яке впродовж чотирьох десятиліть носило ім'я Івана Франка.
Поет О. П. Довгий, завдяки спонсорській підтримці якого цей пам'ятник перевезли і встановили у Пустовітах, нагороджений медаллю Івана Франка за участь у спорудженні пам'ятника.
Міністерство Культури та Туризму у 2008 році визнало пам'ятник Леніну в Пустовітах таким, «що не підлягає занесенню до Державного реєстру нерухомих пам'яток України».

#### Пам'ятник жертвам Голодомору
Пам'ятник жертвам Голодомору 1932—1933 років споруджено в 1989 році з ініціативи зборів пенсіонерів села, організованих Фенченко О. О. та за підтримкою виконкому сільської ради. Кошти надав колгосп імені Івана Франка за активної участі тодішнього голови колгоспу В. О. Крика. 9 травня 1990 року його освятили.
Пам'ятник — чотиригранна пірамідка з православним хрестом. Композицію пам'ятника доповнюють два кам'яних стовпи, які символізують невгасні свічки народної пам'яті.
Пам'ятник встановлено поряд з місцем, де була могила куди звозили померлих. Звозив їх Саков Герман. Об'їжджав возом з волами кожну вуличку, щоб зібрати померлих: на вулицях, у ровах, у хатах.
2022 року громадою села проведено реставрацію пам'ятника.

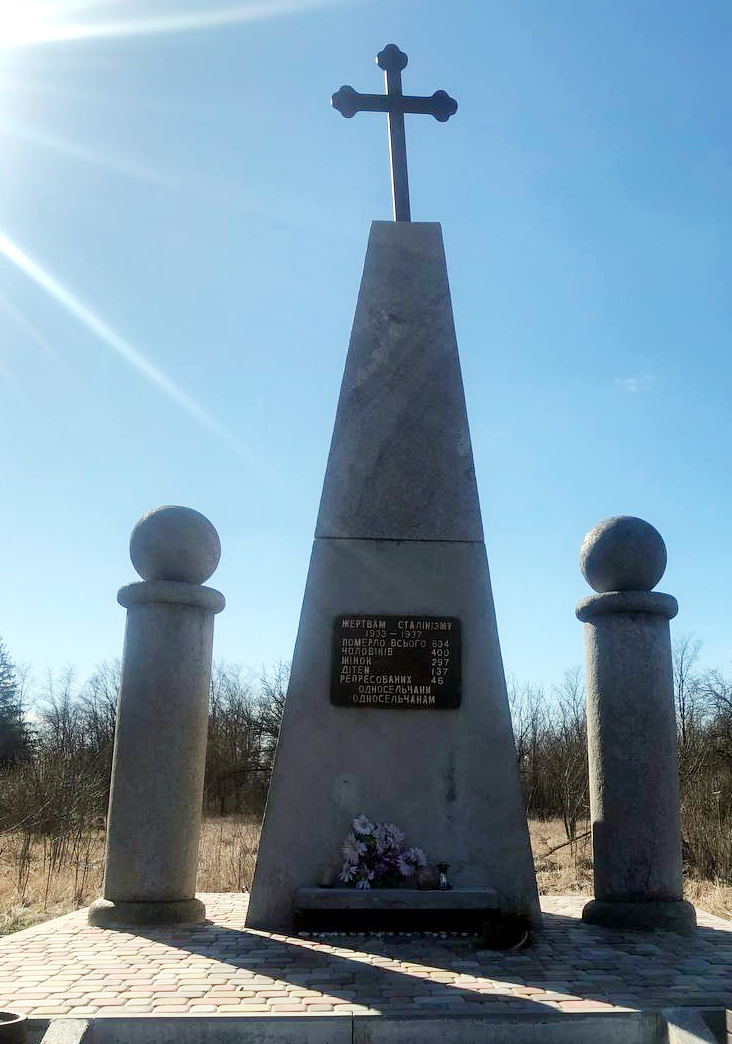
Пам’ятник жертвам Голодомору та репресій.
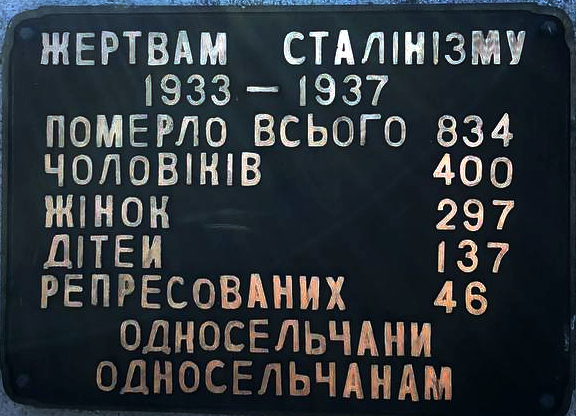
Знак на пам'ятнику жертвам Голодомору та репресій.

#### Пам'ятник загиблим односельцям
Пам'ятник односельцям загиблим під час німецько-радянської війни, встановлений наприкінці 1940-х років у центрі села. На початку 1970-х років відбулася реконструкція території навколо існуючого монумента та облаштовано парк Слави, а на місці старого пам'ятника урочисто відкритий новий монумент, що являє собою скульптурну групу — юнак-воїн та дівчина. На гранітних плитах викарбувані імена всіх 233 загиблих земляків. Тут також встановлено надгробки зв'язковій партизанського загону «Іскра» Воробчук Раїсі Дмитрівні (1921—1944) та Товстоногу Микиті Герасимовичу (1922—1941).
2003 року Київська обласна рада видала Охоронний номер 295 «Братській могилі і пам'ятнику» як таким, що не підлягають приватизації.

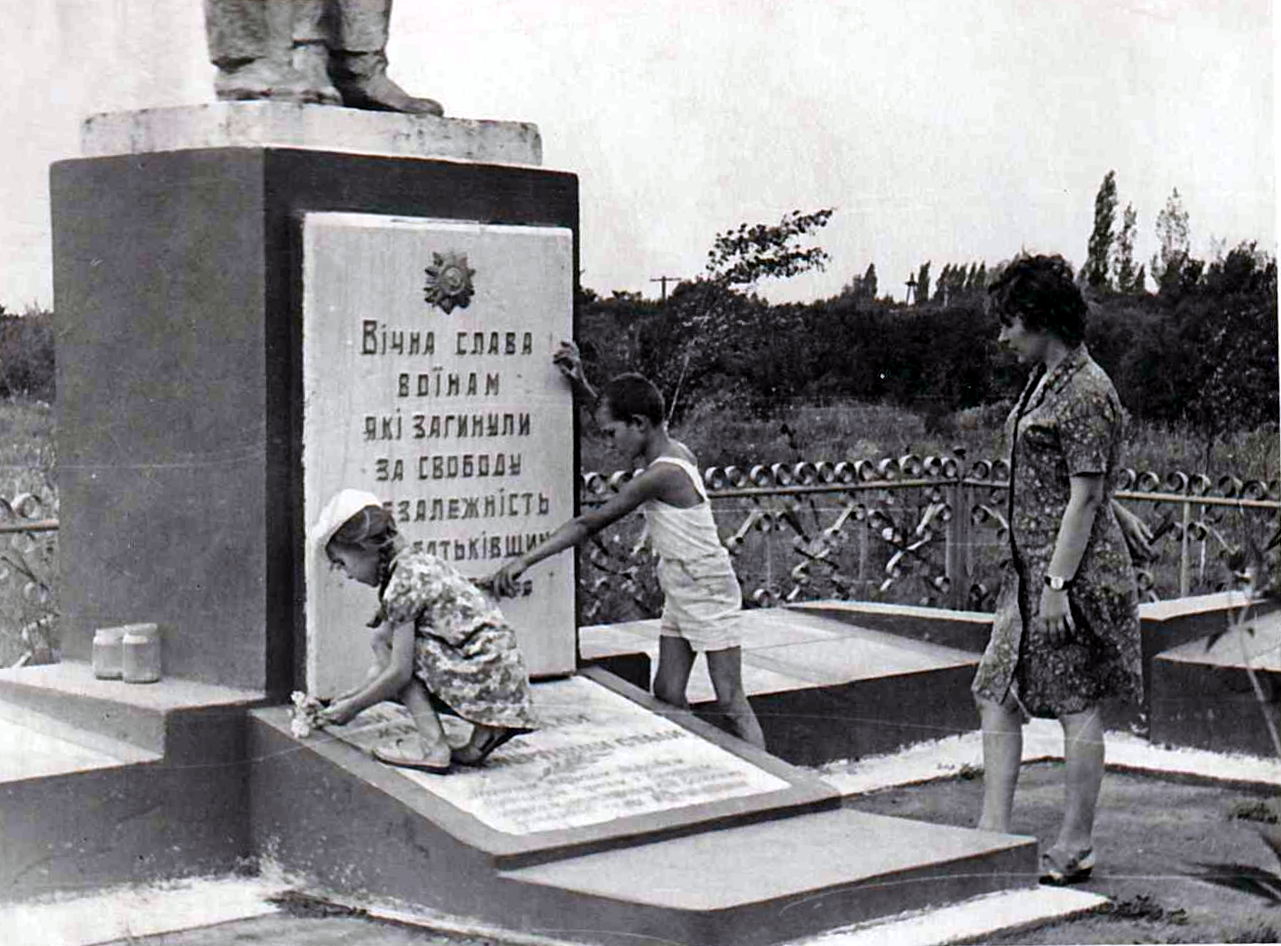
Старий монумент односельцям загиблим під час німецько-радянської війни
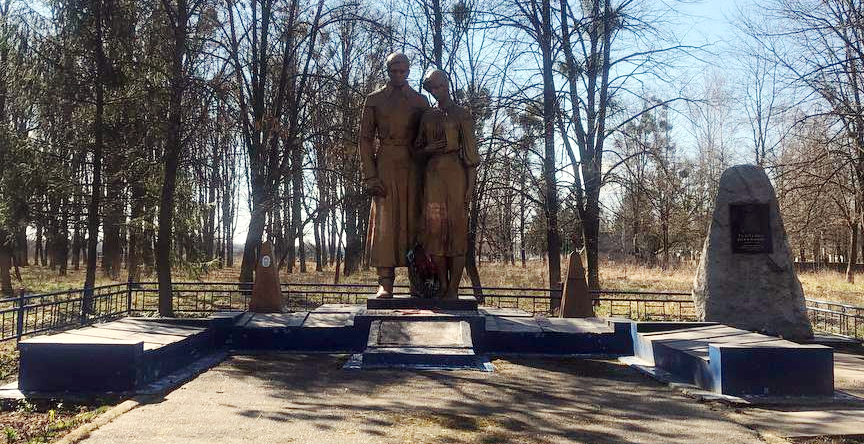
Парк Слави. Монумент односельцям загиблим під час німецько-радянської війни
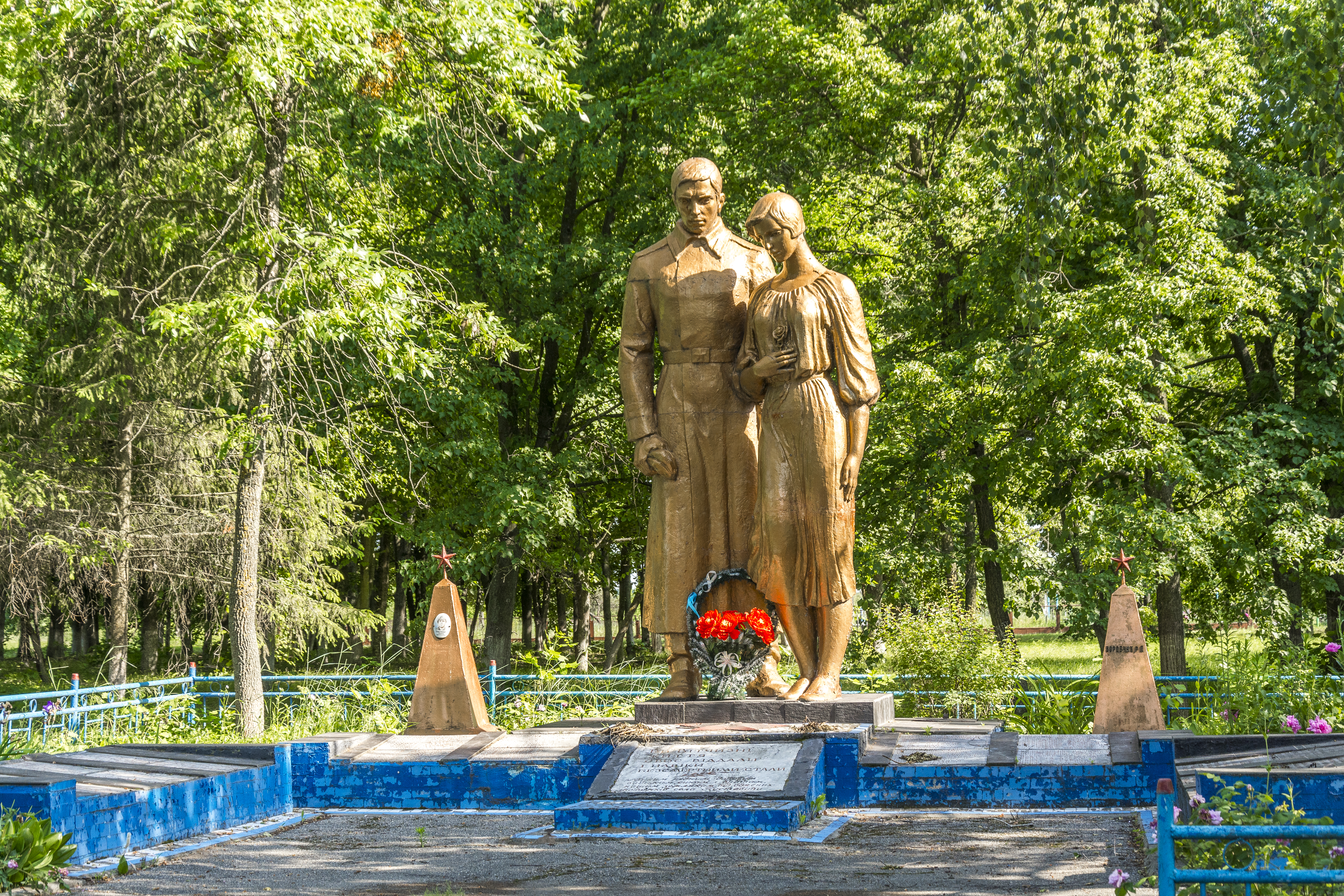
Парк Слави. Монумент односельцям загиблим під час німецько-радянської війни
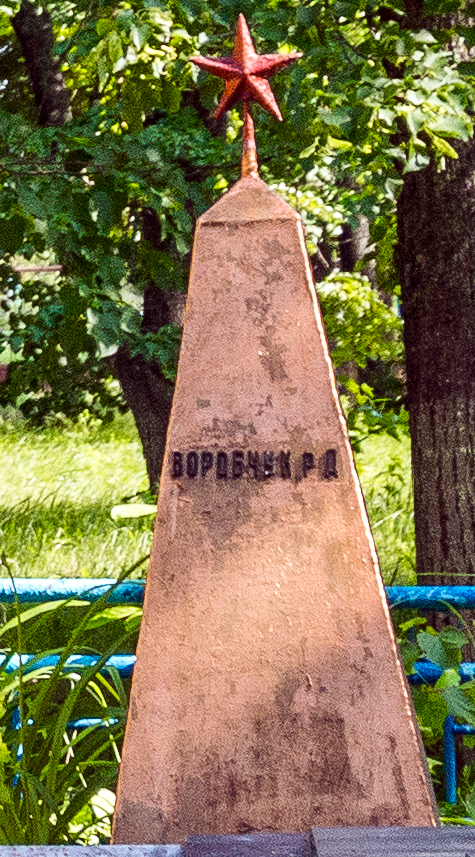
Парк Слави. Надгробок на могилі Воробчук Р. Д.
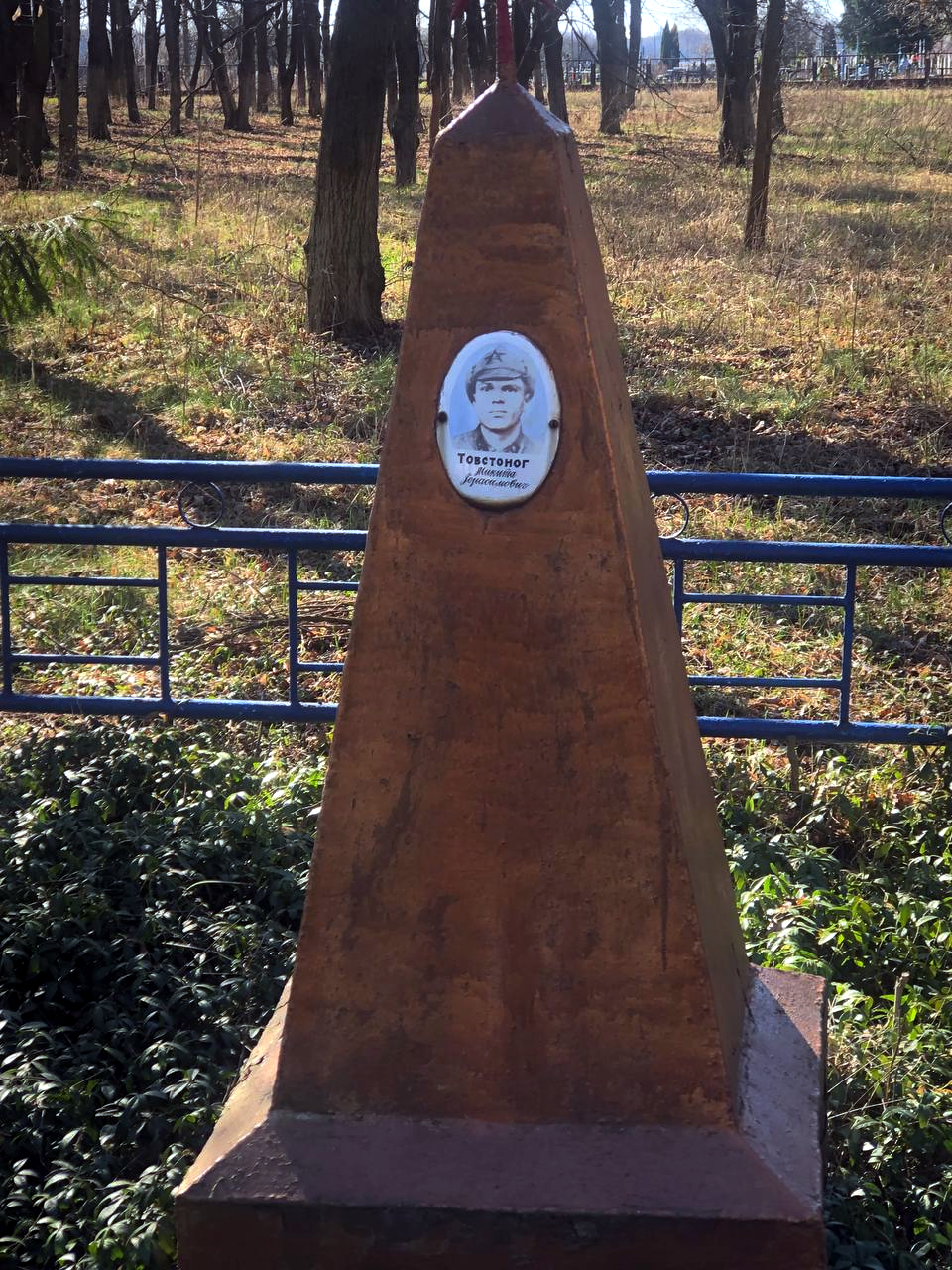
Парк Слави. Надгробок на могилі Товстонога М. Г.

2012 року сюди перенесли пам'ятник Василю Івановичу Галіченку, який спершу стояв у Ковороті.
Василь працював слюсарем у колгоспі ім. І. Франка. Його призвали в армію 29 вересня 1982 року, а вже в грудні він був в Афганістані. Він був сапером 271-го окремого інженерно-саперного батальйону, 108-ї мотострілецької дивізії. Першого травня 1984 року група саперів в ущелині раптово потрапила під вогонь ворога і Василь був смертельно поранений осколками гранати. 1988 року пам'ятний знак було встановлено при в'їзді в село, а на фасаді місцевої школи було встановлено меморіальну таблицю.

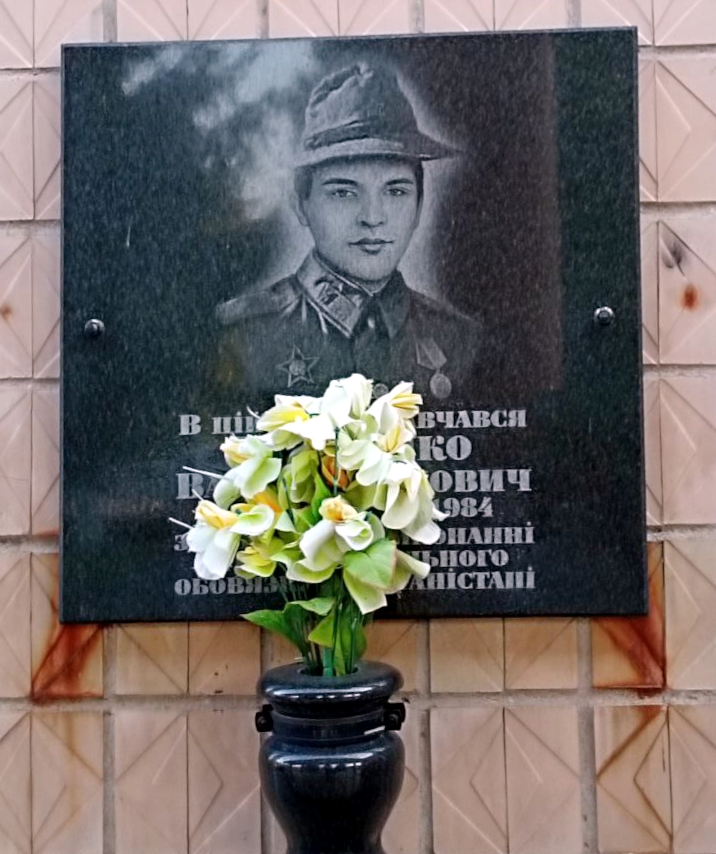
Меморіальна таблиця Галіченку В. І.
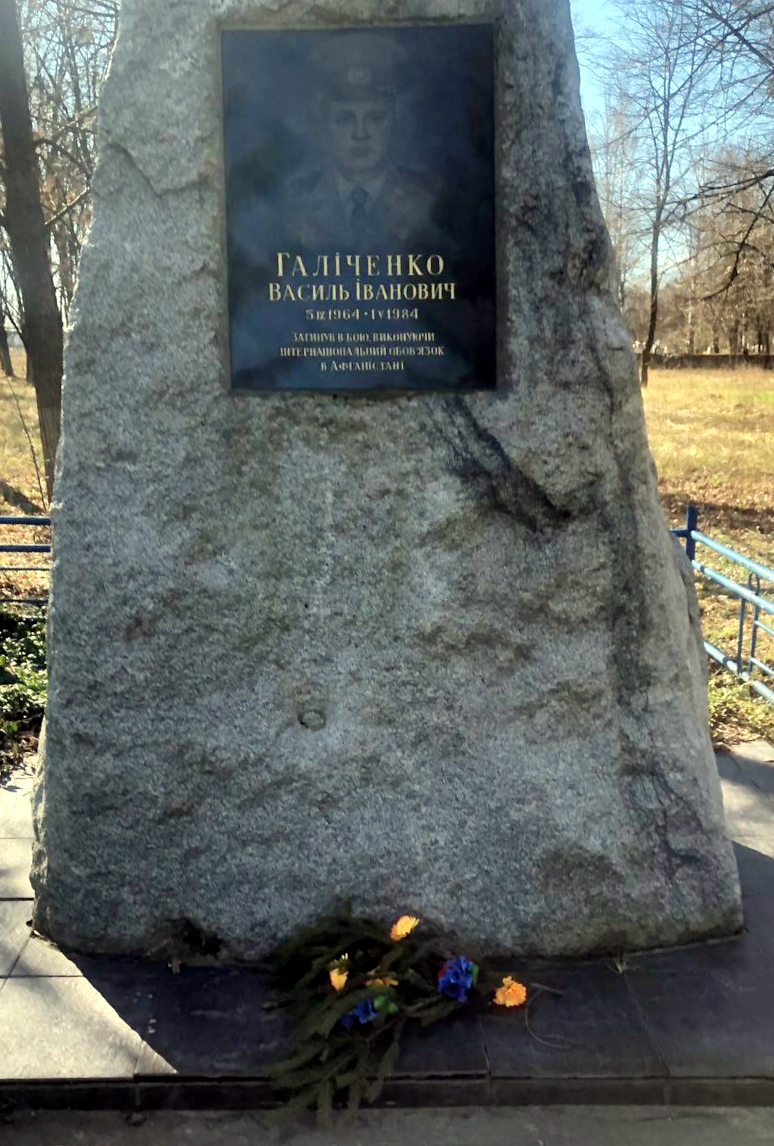
Парк Слави. Пам'ятник Галіченку В. І.

## Археологія

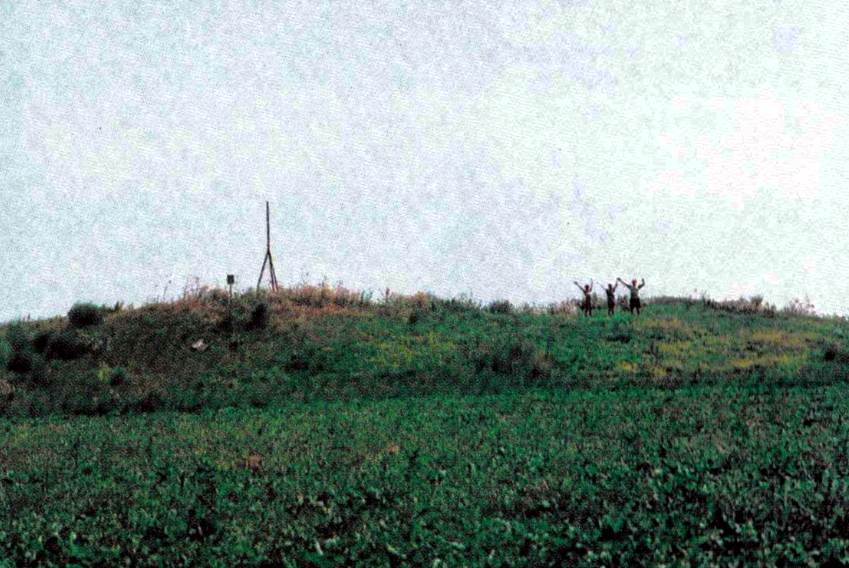
Останній нерозораний курган кочівників

Поблизу села досліджені кургани кочівників X—XII століть.
 В. Б. Антонович згадує про чотири кургани на території Пустовіт з посиланням на «Донесения Пустовойтовской волости». Невідомо чи це була просто помилка, чи щось інше, але добре відомо лише про три кургани: два на північ від р. Росавки та один на південь від неї.
Південний курган розораний, проте з нього залишився досить високий пагорб, який можна помітити в'їжджаючи до села з боку Миронівки.
З двох курганів на півночі залишився лише один, а інший теж розорали. У 1890 році там було знайдено кам'яний полірований молоток-сокиру та інші артефакти. Це свідчить, що люди жили тут у 3 тис. до н. е., тобто ще за трипільської доби. Крім того, знайдені срібні римські монети часів Антоніна Пія та Марка Аврелія.
1970 року виконком Київської обласної ради депутатів трудящих додав «Кургани кочівників X—XIII ст. у с. Пустовіти, Миронівського району» (№ 45) до «Списку пам'ятників археології, історії та мистецтва місцевого значення Київської області» (Додаток № 3).
2017 року у списку «щойно виявлених об'єктів культурної спадщини Київської області» була «Курганна група (III тис. до н. е.—І тис. н. е.), кількість — 2, адреса — с. Пустовіти, Пустовітська сільська рада».

## Відомі люди
- Галіченко Василь Іванович (5 вересня 1964 — 1 травня 1984) — воїн-інтернаціоналіст, учасник війни в Афганістані. Нагороджений бойовим орденом Червоної Зірки (посмертно)[135][136]. У 1988 році на кошти воїнів-афганців було встановлено пам'ятний знак Василю Галіченку при в'їзді в село[137], а на фасаді місцевої школи встановлено меморіальну таблицю. Також на його честь у Пустовітах названа вулиця.
- Гальченко Сергій Анастасійович — український літературознавець, письменник, кандидат філологічних наук (спеціальність: українська література, 1987), Заслужений працівник культури України (2001). Лауреат Державної премії України в галузі освіти (2017). Директор Національного музею Тараса Шевченка у Києві (2000—2005), з 2005 року — заступник директора цього ж музею. Заступник директора з наукової та видавничої діяльності інституту літератури імені Т. Г. Шевченка НАН України (від 2006). Почесний мешканець села Пустовіти.
- Гуленко Микола Кирилович (20 травня 1937 — 18 жовтня 2020) — український лікар, завідувач лорвідділення 16-ї клінічної лікарні міста Києва. Заслужений лікар України (1997).
- Довгий Олексій Прокопович — український письменник, перекладач, літературний критик, пісняр. Заслужений діяч мистецтв України. Почесний громадянин с. Пустовіти.[108] Нагороджений медаллю Івана Франка — за участь у спорудженні пам'ятника Іванові Франку у Пустовітах.
- Заболотній Віталій Андрійович (нар. 1934) — начальник парового цеху TÉC Нікопольського південнотрубного заводу. Нагороджений орденами «Знак Пошани» та «Трудового Червоного Прапора».
- Заболотний Іван Ивовович (нар. 1911) — головний інженер на верстатобудівному заводі імені Богдана Хмельницького, Корсунь-Шевченківський.
- Фелікс Йордан — польський журналіст, публіцист, театральний рецензент. Заслужений діяч культури Польщі.
- Ігнатенко Василь Євгенович — керівник ТОВ «Пустовійти». Голова колгоспу імені Івана Франка (1992—2000). Нагороджений нагрудним знаком МОН України «Відмінник освіти». Відзначений Подякою Президента України.[44]
- Ігнатенко Іван Савович — механізатор. Нагороджений орденом Трудового Червоного Прапора.
- Крик Василь Овсійович (1937—2017) — голова колгоспу імені Івана Франка (1977—1992). Нагороджений орденами «Дружби Народів» та «Трудового Червоного Прапора».
- Метелиця Марія Дмитрівна — ланкова. Нагороджена орденом Трудового Червоного Прапора.
- Онучак Микола Андрійович — помічник бригадира тракторної бригади. Нагороджений орденами Трудового Червоного Прапора та «Знак Пошани».
- Охріменко Володимир Опанасович — колишній директор телерадіостудії «Миронівка» (нині — КП «Телерадіостудія „Миронівка“» Миронівської міської ради).[108]
- Пархоменко Микола Івович — бригадир тракторної бригади, кавалер двох орденів Леніна.[108]
- Пономаренко Федора Григорівна — ланкова. Нагороджена орденом «Знак Пошани».